# Takalik Abaj
El Parque Arqueológico Nacional Takalik Abaj (del maya quiché: Tak'alik A'baj ‘Piedra parada’)ⓘ (antes denominado Abaj Takalik, escrito Tak'alik A'baj' según la ortografía de la Academia de Lenguas Mayas de Guatemala) es un yacimiento arqueológico de la cultura maya prehispánica con influencia olmeca durante el período preclásico medio y se cree que su nombre original habría sido Kooja. Se encuentra en el municipio de El Asintal, en el departamento de Retalhuleu, al sur de Guatemala.  Este sitio estuvo ocupado continuamente durante casi 2000 años y posee una de las mayores concentraciones de esculturas de estilo olmeca fuera del Golfo de México. Debido a su larga historia de ocupación, el 18 de septiembre de 2023 fue inscrito como Patrimonio Mundial de la Humanidad en la XLV sesión del comité de la UNESCO.
El sitio floreció cultural y económicamente en los períodos Preclásico y Clásico, desde el siglo IX a. C. hasta por lo menos el siglo X d. C., y era un centro importante de comercio, con contactos comerciales con Kaminaljuyú y Chocolá. Los hallazgos obtenidos a través de las excavaciones arqueológicas lo colocan como uno de los mayores yacimientos de monumentos esculpidos en la costa guatemalteca del océano Pacífico.
El núcleo de la ciudad cubría aproximadamente un radio de 6,5 kilómetros cuadrados (km²), en donde aún se pueden apreciar alrededor de 80 estructuras importantes y más de una docena de plazas. Más de doscientas estelas esculpidas en piedra se han encontrado en el lugar desde su descubrimiento.
Su arquitectura se vio grandemente influenciada por los Olmecas durante el período Preclásico Medio y después desarrolló rasgos mayas.
Existen pocos sitios que comprendan los procesos “transicionales” y de cambio entre ambas culturas, la temprana civilización Olmeca y el Clásico Maya. En México (Izapa, La Venta, Chiapa de Corzo, entre algunos otros) y en Guatemala (Kaminaljuyu, Takalik Abaj, El Baúl)), comparten algunas de las características que permiten comprender el desarrollo de  Mesoamérica prehispánica.

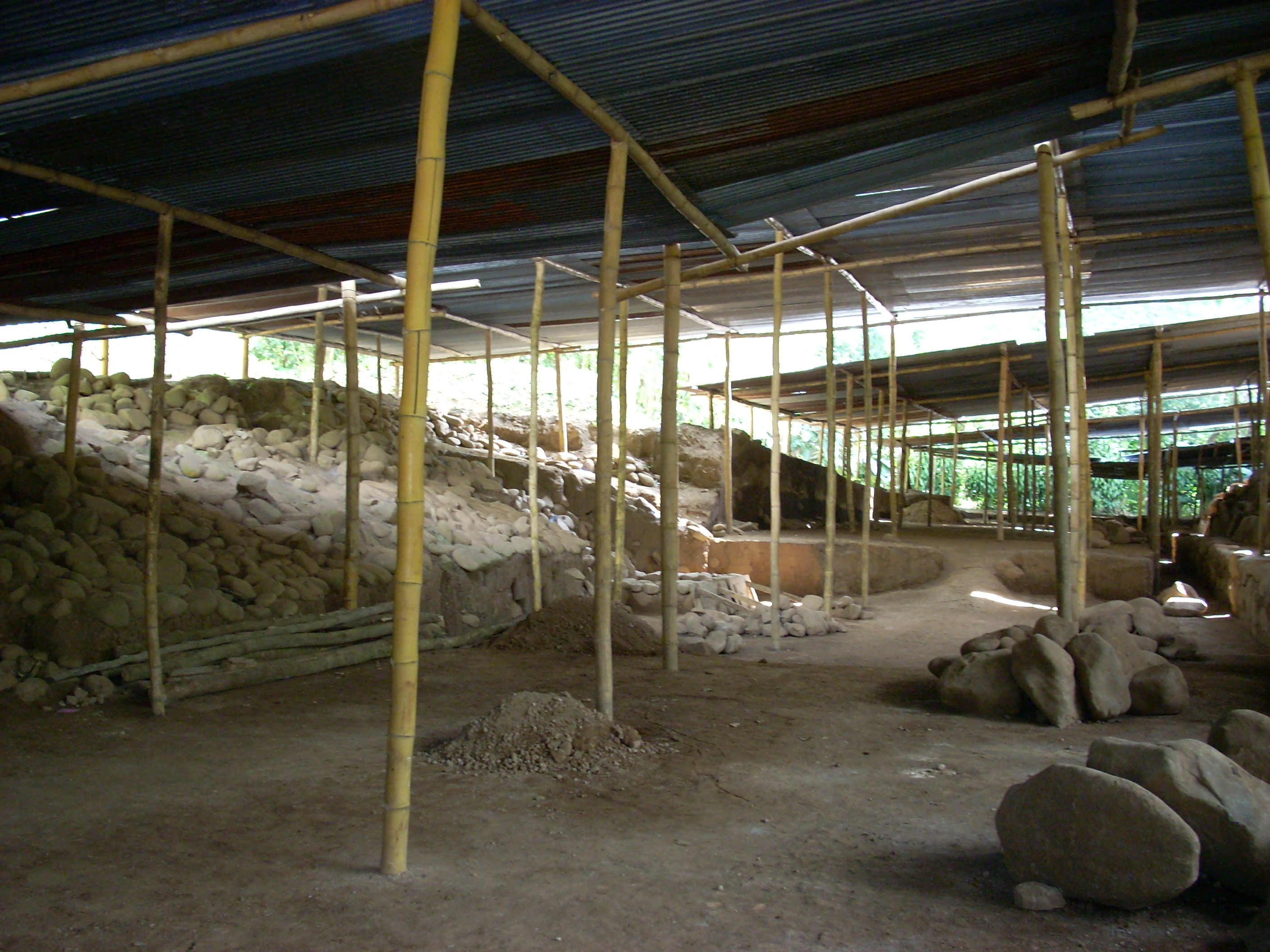
Excavaciones del juego de pelota de Takalik Abaj, que data del Preclásico Medio.

En Takalik Abaj se encuentran esculturas de estilo olmeca que incluyen una posible cabeza colosal, petrograbados y otros detalles. El sitio cuenta con una de las mayores concentraciones de esculturas de estilo olmeca fuera del Golfo de México.

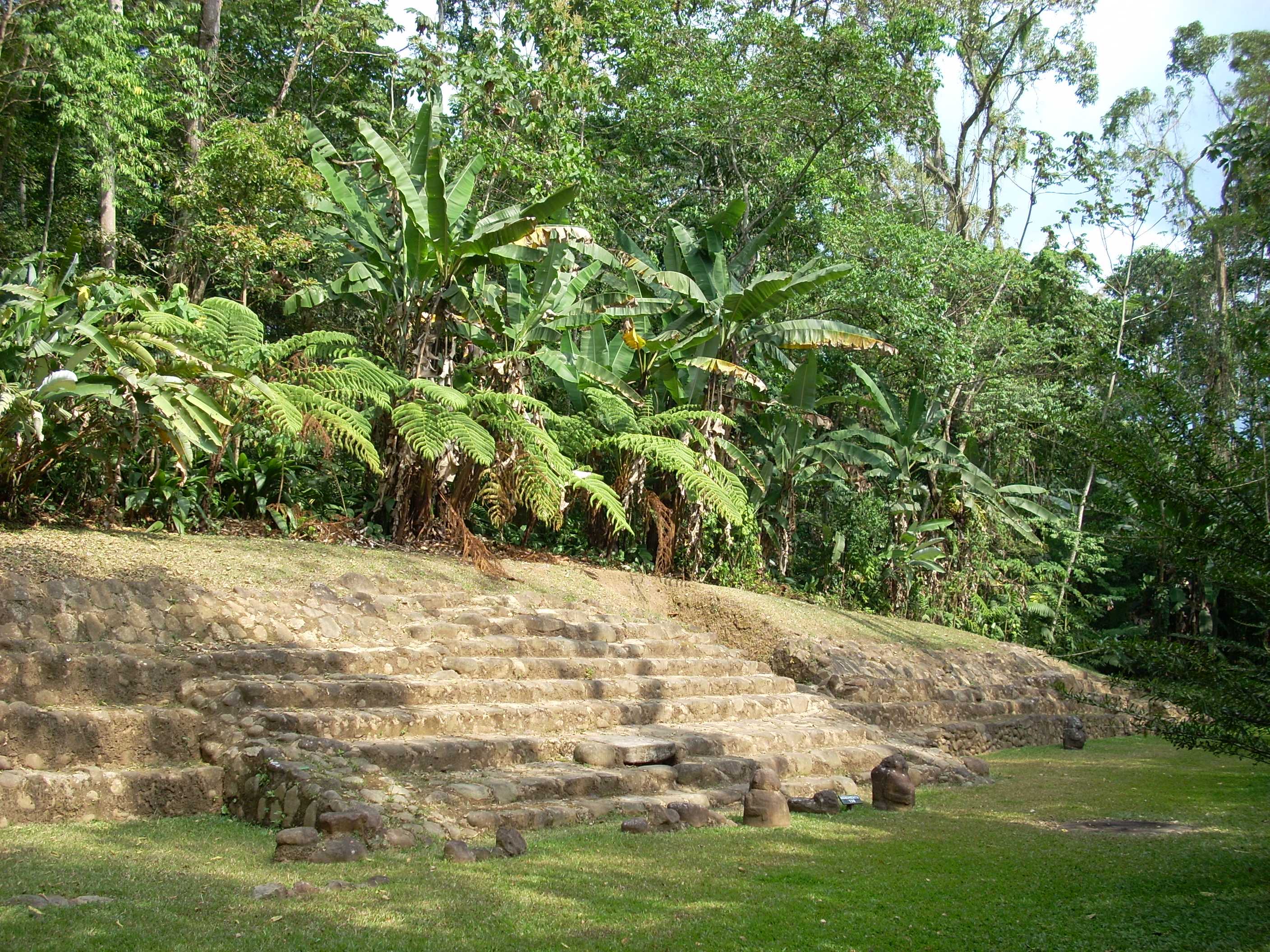
En Takalik Abaj hay evidencias de una ocupación continua a través de casi dos mil años. Esta foto muestra la escalinata de acceso a la terraza 3, fechada en el Preclásico Tardío.

Takalik Abaj es representativo del primer florecimiento de la cultura maya, que ocurrió alrededor de 400 a. C. Las excavaciones arqueológicas continúan en el sitio. La arquitectura monumental y la larga secuencia de esculturas en una variedad de estilos sugieren la importancia del sitio.

## Toponimia
El nombre significa piedra parada en el idioma quiché de la zona. Deriva del adjetivo tak’alik ('parada') y el sustantivo abäj ('piedra'). La arqueóloga estadounidense Susanna Miles nombró el sitio usando el orden lógico del idioma español, lo cual resulta gramaticalmente incorrecto en quiché. El gobierno de Guatemala ha adoptado Tak'alik A'baj' como el nombre oficial de la zona arqueológica. Desde el punto de vista de la gramática quiché, la forma correcta sería Tak'al Ab'aj. El nombre original del sitio aún se desconoce, sin embargo, el antropólogo Ruud Van Akkeren ha propuesto que el nombre antiguo de la ciudad era Kooja, el nombre de uno de los linajes de élite de más alto rango de los mayas mam ; Kooja significa "halo lunar".

## Ubicación

Takalik Abaj y su relación geográfica con el área nuclear olmeca.

El sitio se encuentra en el sudoeste de Guatemala, aproximadamente a 45 kilómetros (km) o 28 millas de la frontera internacional con México y a 45 km (25 millas) del océano Pacífico.
Takalik Abaj se localiza en el norte del municipio de El Asintal, en el extremo norte del departamento guatemalteco de Retalhuleu, aproximadamente 190 km (120 millas) de la ciudad de Guatemala. El sitio se extiende dentro de cinco fincas de café en las faldas de la cordillera de la Sierra Madre; las fincas son Santa Margarita, San Isidro Piedra Parada, Buenos Aires, San Elías y la Finca Dolores. Takalik Abaj ocupa una cresta que corre desde el norte, bajando hacia el sur. La cresta se limita al oeste por el río Nimá y al este por el río Ixchayá, los dos ríos nacen en el altiplano guatemalteco. El río Ixchayá fluye en un barranco profundo, pero hay un punto apropiado para cruzar cerca del sitio. La ubicación de Takalik Abaj cerca de este punto probablemente era muy importante en la fundación de la ciudad, puesto que rutas importantes de comercio eran obligadas a pasar por el sitio y la ciudad controlaba el acceso a dichas rutas.
Takalik Abaj tiene una elevación de aproximadamente 600m (1970 pies) sobre el nivel del mar en una región ecológica clasificada como bosque muy húmedo subtropical. La temperatura varía entre 21 °C y 25 °C (70 °F y 77 °F) y la evapotranspiración potencial tiene un promedio de 0.45. El área recibe un alto nivel de precipitación pluvial anual, lo que varía entre 2136mm y 4372mm (84 y 172 pulgadas), con un promedio de 3284mm (129 pulgadas). La vegetación local incluye las especies siguientes: pascua de montaña (Pogonopus spesiosus), Chichique (Aspidosperma megalocarpum), Tepecaulote (Leuhea speciosa), Caulote (Guazuma ulminofolia), Hormigo (Platymiscium dimorphandrum), Cedro (Cedrela mexicana), Ujushte o Ramón (Brosimum sp.), Tamarindo (Tamarindum indica) y Papaturria (Coccoloba montana).
Una carretera, denominada 6W, pasa el sitio. Recorre un trayecto de 30 km (19 millas) desde la ciudad de Retalhuleu hasta Colomba Costa Cuca en el departamento de Quetzaltenango.
Takalik Abaj se encuentra aproximadamente a 100 km (62 millas) del sitio arqueológico contemporáneo de Monte Alto, a 130 km (81 millas) de Kaminaljuyú y a 60 km (37 millas) de Izapa en México.

Takalik Abaj y otros sitios del período preclásico en la costa del Pacífico.

## Etnicidad
La población de Takalik Abaj en el período Preclásico Medio posiblemente hablaba mixe-zoque, el idioma asociado con los olmecas. Después de la intrusión maya en el sitio en el período Preclásico Tardío se supone que los habitantes hablaban una lengua maya, aunque no se ha identificado el idioma exacto. Hay alusiones en las crónicas indígenas que los habitantes posiblemente eran los Yoc Cancheb, una rama de los mayas mames.

## Economía y comercio

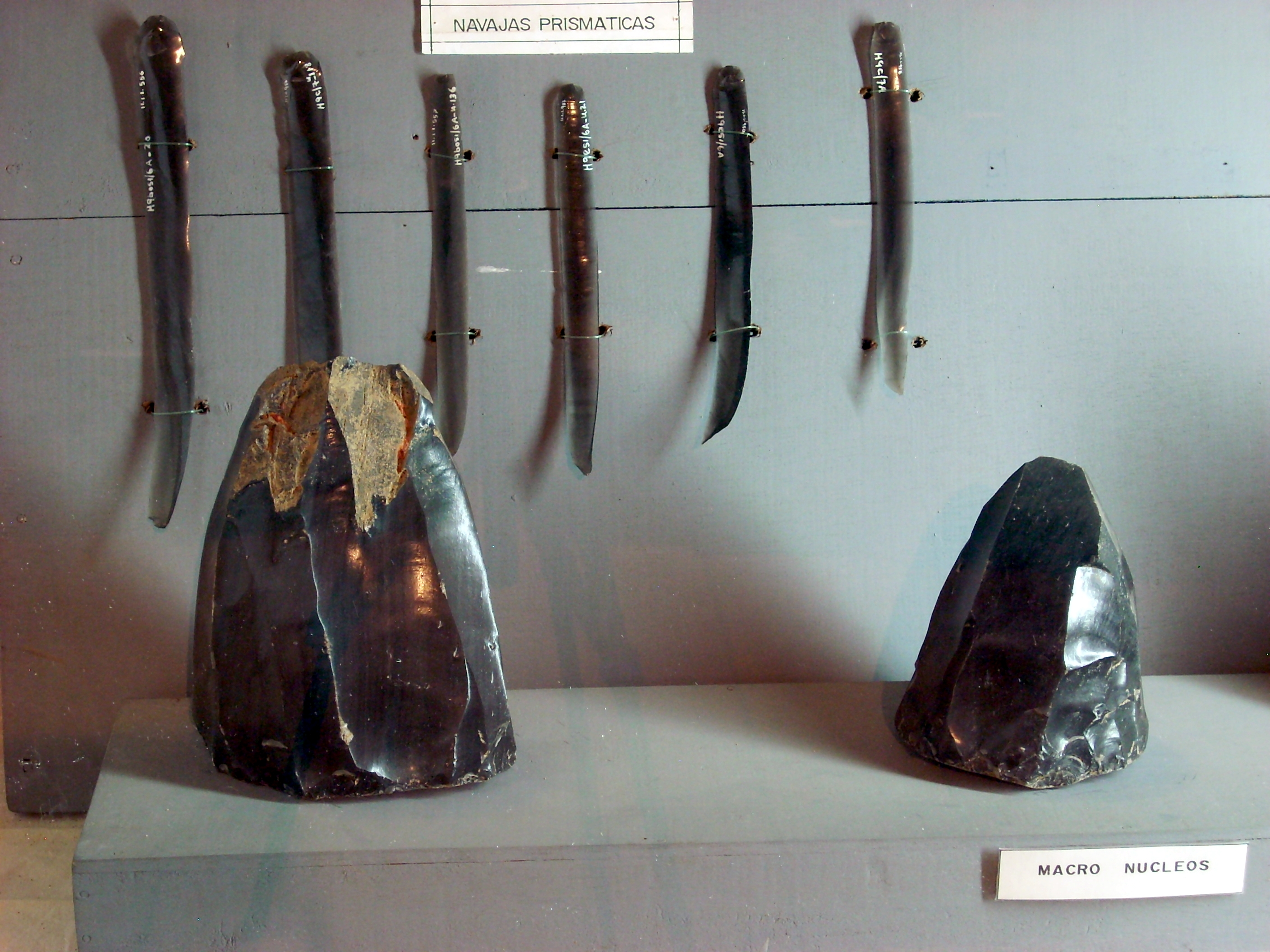
Artefactos de obsidiana excavados en Takalik Abaj, incluyendo núcleos y navajas prismáticas.

Takalik Abaj era solo uno de una serie de sitios en el llano de la costa Pacífica que eran centros comerciales, ceremoniales y políticos importantes. Es evidente que prosperaba por la producción de cacao y de las rutas de intercambio que atravesaban la región. En el tiempo de la Conquista la zona todavía se distinguía por su producción de cacao.
Estudios de la obsidiana recuperada de Takalik Abaj indican que la mayoría procedió de las fuentes El Chayal y San Martín Jilotepeque. Cantidades menores de obsidiana procedían de otras fuentes tales como Tajumulco, Ixtepeque y Pachuca.
La obsidiana es un vidrio volcánico natural que se utilizaba por toda la región mesoamericana para fabricar herramientas y armas tales como navajas, puntas de proyectil y de lanza, lancetas para el autosacrificio de sangre, hojas prismáticas para tallar madera y muchas herramientas más de uso diario. El uso de obsidiana por los mayas se ha comparado con el uso de acero en el mundo moderno, y el comercio de obsidiana abarcaba toda la zona maya y más. Las proporciones de obsidiana de fuentes diferentes variaba a través del tiempo:
| Período             | Fecha                 | No. de artefactos | El Chayal % | San Martín Jilotepeque % | Pachuca % |
| ------------------- | --------------------- | ----------------- | ----------- | ------------------------ | --------- |
| Preclásico Temprano | 1000–800 a. C.        | 151               | 33.7        | 52.3                     | –         |
| Preclásico Medio    | 800–400 a. C.         | 880               | 48.6        | 39                       | –         |
| Preclásico Tardío   | 300 a. C. – d. C. 250 | 1848              | 54.3        | 32.5                     | –         |
| Clásico Temprano    | 250–600 d. C.         | 163               | 50.9        | 35.5                     | –         |
| Clásico Tardío      | 600–900 d. C.         | 419               | 41.7        | 45.1                     | 1.19      |
| Posclásico          | 900–1524 d. C.        | 605               | 39.3        | 43.4                     | 4.2       |

## Historia
Aunque los primeros habitantes de Takalik Abaj llegaron en el período Preclásico Temprano, el sitio no experimentó su primer florecimiento sino hasta los períodos Preclásico Medio y Preclásico Tardío, cuando hubo una oleada de actividad arquitectural. El sitio tiene una larga historia de ocupación, su período principal de ocupación se extiende desde el Preclásico Medio hasta el Posclásico. Durante todo este tiempo, la continuidad de la población se ve representada por el estilo local de cerámica, denominado el estilo Ocosito, que seguía en uso desde el Preclásico hasta el Clásico Tardío. El estilo Ocosito típicamente consistía de una pasta roja con pómez y se extendía hacia Coatepeque en el oeste, el río Ocosito en el sur y el río Samalá en el este. Durante el Clásico Tardío y el Posclásico Temprano el estilo Ocosito primero se mezcló con el estilo cerámico k'iche' del altiplano guatemalteco, y después fue absorbido por él.
| Período | Subdivisión         | Subdivisión         | Fecha                 | Resumen                               |
| --- | ------------------- | ------------------- | --------------------- | ------------------------------------- |
| Preclásico | Preclásico Temprano | Preclásico Temprano | 1000–800 a. C.        | Población difusa                      |
| Preclásico | Preclásico Medio    | Preclásico Medio    | 800–400 a. C.         | Olmeca                                |
| Preclásico | Preclásico Tardío   | Preclásico Tardío   | 400 a. C. – 200 d. C. | Maya temprano                         |
| Clásico | Clásico Temprano    | Clásico Temprano    | 200–600 d. C.         | Conquista relacionada con Teotihuacán |
| Clásico | Clásico Tardío      | Clásico Tardío      | 600–900 d. C.         | Recuperación local                    |
| Clásico | Clásico Tardío      | Clásico Terminal    | 800–900 d. C.         |                                       |
| Posclásico | Posclásico Temprano | Posclásico Temprano | 900–1200 d. C.        | Ocupación k'iche'                     |
| Posclásico | Posclásico Tardío   | Posclásico Tardío   | 1200–1524 d. C.       | Abandono                              |
| Nota: Los períodos usados en los informes de Takalik Abaj difieren un poco de aquellos usados en la región mesoamericana en general. |                     |                     |                       |                                       |

### Preclásico temprano
La primera ocupación de Takalik Abaj data de los finales del período Preclásico Temprano. Investigaciones arqueológicas descubrieron los restos de un área residencial al oeste del Grupo Central, en la orilla del riachuelo El Chorro. Los habitantes construyeron estas primeras casas con pisos de canto y techos de "zacatón" sostenidos por horcones. Los resultados del análisis de polen revelan que cuando los primeros habitantes llegaron a la zona encontraron un área de bosque espeso que talaron para sembrar maíz y otras plantas. Se encontraron más de ciento cincuenta piezas de obsidiana en esta área, conocida como El Escondite, la mayoría de las cuales son procedentes de las fuentes San Martín Jilotepeque y El Chayal.

### Preclásico medio
Takalik Abaj fue reocupado al principio del período Preclásico Medio. Los habitantes probablemente pertenecieron al grupo mixe-zoque, como lo demuestran las muchas esculturas olmecas que datan de este período. La construcción de las estructuras comunales probablemente ya había empezado para el Preclásico Medio; las estructuras más tempranas fueron hechas de arcilla, a veces parcialmente quemada para endurecerla. Las cerámicas de este período pertenecen a la tradición Ocosito. Esta tradición cerámica local tenía afinidades fuertes con las cerámicas del llano y la boca costa de la región de Escuintla.
La Estructura Rosada fue construida en la forma de una plataforma baja durante la primera parte del período Preclásico Medio, en una época cuando la ciudad ya producía escultura de estilo olmeca y al mismo tiempo que La Venta prosperaba en la costa del Golfo de México (entre 800 y 700 a. C.). Durante la última parte del período preclásico medio (entre 700 y 400 a. C.) los habitantes enterraron la Estructura Rosada debajo de la primera versión de la enorme Estructura 7. En este tiempo dejaron de utilizar las estructuras ceremoniales olmecas y destruyeron la escultura olmeca, hechos que señalaron un período intermedio antes del principio de la fase maya temprano de la ciudad. La transición entre las dos fases fue gradual, sin cambios abruptos.

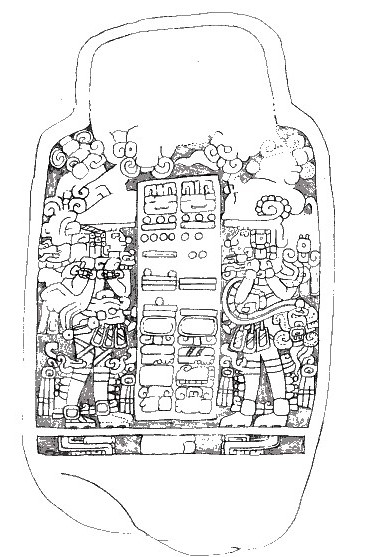
La Estela 5 de Takal'ik Ab'aj. La fecha más tardía de las dos fechas de la cuenta larga es equivalente a una fecha en el año 126 d. C. Dos gobernantes flanquean las fechas, probablemente simbolizan la entrega de poder de un rey al próximo. Hay una foto de esta estela aquí.

### Preclásico tardío
Durante el período Preclásico Tardío (400 a. C.-200 d. C.) varios sitios en la zona costera del Pacífico se desarrollaron hasta que llegaron a ser ciudades verdaderas, incluyendo Takalik Abaj que cubría un área de más de 4 km². La cesación de la influencia olmeca sobre la zona costera del Pacífico ocurrió a principios del Preclásico Tardío. En este tiempo Takalik Abaj surgió como centro importante con un estilo de arte y arquitectura aparentemente local; los habitantes empezaron a tallar esculturas de roca en bulto y a levantar estelas y sus altares asociados. Se erigieron monumentos de significado tanto político como religioso, unos de los cuales llevaban fechas de estilo maya y representaciones de gobernantes. Estos monumentos mayas tempranos llevan posiblemente las inscripciones hieroglíficas mayas más tempranas además del uso más temprano del calendario mesoamericano de la cuenta larga. El llamado estilo de escultura barrigón apareció en este tiempo. El surgimiento de escultura maya y la cesación de escultura de estilo olmeca posiblemente representa una intrusión maya en una zona previamente ocupada por habitantes mixe-zoques. Puede ser que las élites mayas entraron al área para dominar el comercio de cacao. Sin embargo, había una continuidad en los estilos locales de cerámica desde el período Preclásico Medio hasta el período Preclásico Tardío y la transición de olmeca a maya posiblemente era ideológica en vez de ser física. Si llegaron de otra parte, los hallazgos de estelas mayas y una tumba real maya sugieren que los mayas ocuparon un lugar dominante, bien como comerciantes o como conquistadores.
Kaminaljuyú surgió como centro principal en este período y hay evidencia de contactos crecientes entre las dos ciudades, uniendo las rutas comerciales de la zona costera con la ruta del río Motagua. También había un nivel elevado de contacto con otros sitios a lo largo de la costa del Pacífico. Parece que Takalik Abaj y Kaminaljuyú eran los dos centros principales dentro de esta red comercial extendida. El estilo de escultura denominado maya temprano se difundió por toda la red.
Durante el Preclásico tardío, en el método de construcción se usaba piedra volcánica y arcilla, igual como en el período Preclásico Medio. Sin embargo, dichas construcciones evolucionaron para incluir estructuras escalonadas revestidas de piedras de canto rodado, con esquinas remetidas y escalinatas.
Aunque la tradición cerámica Ocosito seguía en uso, los estilos cerámicos del período Preclásico Tardío en Takalik Abaj muestran una fuerte relación con la Esfera Cerámica Miraflores que abarcaba Escuintla, el valle de Guatemala y El Salvador occidental. Esta tradición consiste de cerámicas rojas finas que se asocian particularmente con Kaminaljuyú y que se encuentran por toda la zona suroriental del altiplano guatemalteco y la costa adyacente del Pacífico.

### Clásico temprano

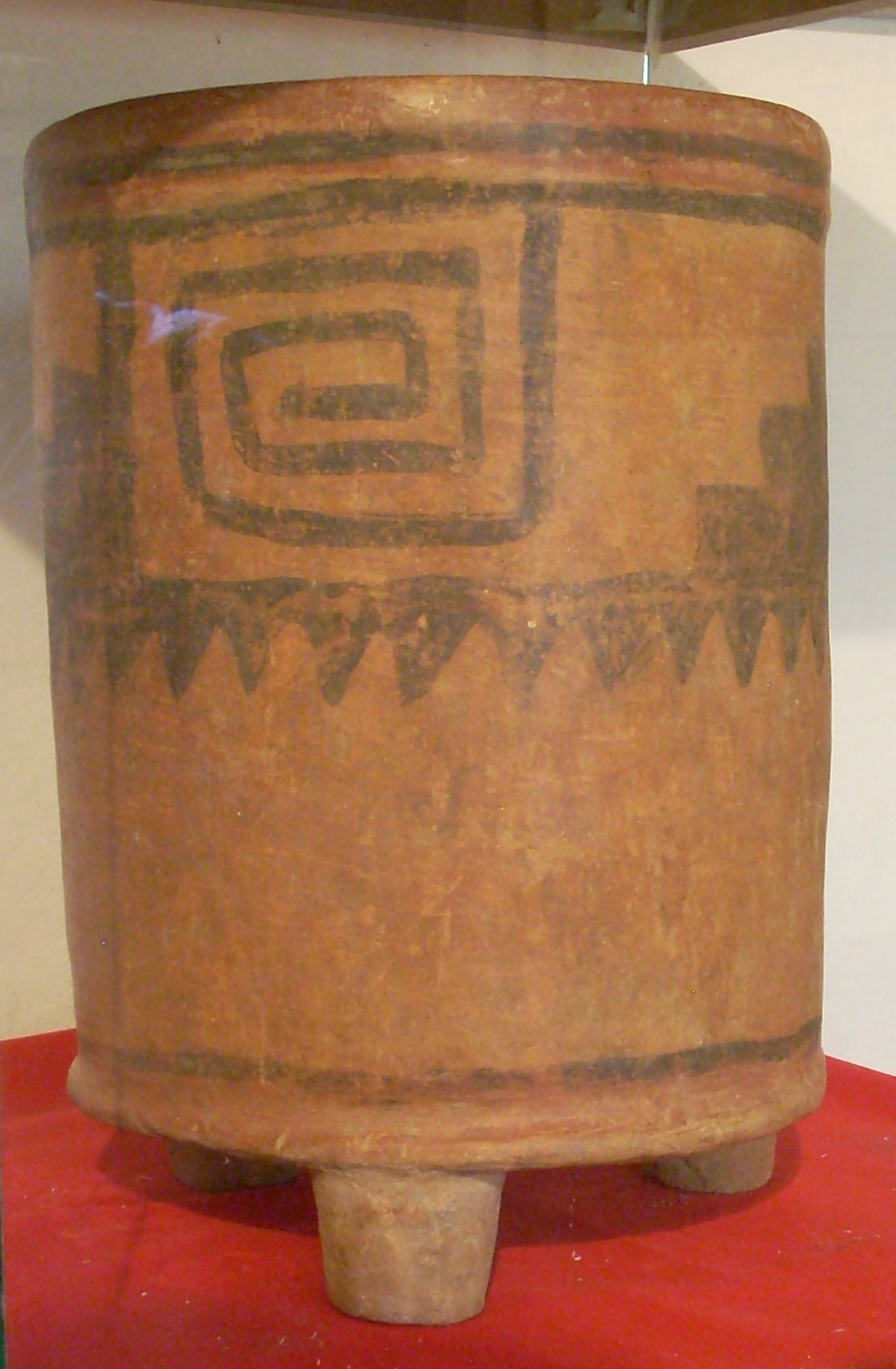
Vaso cilíndrico trípode policromado del Clásico Temprano

En el período Clásico Temprano, desde aproximadamente el siglo II d. C., el estilo de estela que se desarrolló en Takalik Abaj asociado con la representación de personajes históricos fue adoptado en las tierras bajas mayas, particularmente en la Cuenca de Petén. Durante este período se destruyeron unos de los monumentos preexistentes.
En este período, la cerámica de Takalik Abaj cambia con la entrada del estilo Solano del altiplano. Esta tradición cerámica más se asocia con el sitio de Solano en el sureste del Valle de Guatemala y el tipo más característico es de color rojo ladrillo cubierto con un engobe rojo micáceo, a veces pintado con adornos rosados o morados. Se cree que este estilo cerámico está relacionado con hablantes k'iche's del altiplano. El nuevo estilo cerámico no reemplazó la tradición local Ocosito, más bien se mezcló con ella.
Las investigaciones arqueológicas han demostrado que la destrucción de monumentos y la interrupción de construcción nueva en el sitio ocurrió simultáneamente con la llegada del llamado estilo Naranjo de cerámica que aparentemente está relacionado con estilos cerámicos de la gran metrópoli de Teotihuacán en el lejano Valle de México. La tradición cerámica Naranjo es característica de la costa occidental del Pacífico en Guatemala entre los ríos Suchiate y Nahualate. Los tipos más comunes son jarras y cuencos con una superficie alisada con una tela, dejando marcas paralelas, normalmente cubiertos con un baño amarillo o blanco. En este mismo tiempo el uso de cerámicas de la tradición local Ocosito disminuyó. Esta influencia teotihuacana provee una fecha de la segunda mitad del Clásico Temprano para la destrucción de monumentos en el sitio. La presencia de los conquistadores asociados con el estilo cerámico Naranjo no fue de larga duración y sugiere que los conquistadores ejercieron un control a distancia sobre Takalik Abaj, reemplazando los gobernantes locales con sus propios gobernantes dejando la población local intacta.
La conquista de Takalik Abaj rompió las rutas antiguas de comercio que pasaban a lo largo de la costa del Pacífico desde México hasta El Salvador, estas rutas fueron reemplazadas por una nueva ruta que subía la Sierra Madre y seguía hasta el altiplano noroccidental de Guatemala.

### Clásico tardío
En el período Clásico Tardío parece que el sitio se había recuperado de su derrota anterior. Las cerámicas de estilo Naranjo disminuyeron notablemente en cantidad y había una nueva ola de construcción a gran escala. Muchos de los monumentos rotos por los conquistadores fueron reerigidos en este tiempo.

### Posclásico
Aunque el uso del estilo cerámico local Ocosito seguía en uso, en el período Posclásico hubo una intrusión notable de cerámicas k'iche's del altiplano, concentrada particularmente en el norte del sitio, pero extendiéndose para incluir todo el sitio. Las crónicas indígenas de los mismos k'iche's afirman que conquistaron esta parte de la zona costera del Pacífico, sugiriendo que la presencia de sus cerámicas se asocia con su conquista de Takalik Abaj.
Parece que la conquista k'iche' ocurrió alrededor de 1000 d. C., unos cuatro siglos antes de lo que se creía por los cálculos basados en las crónicas indígenas. Dicha conquista no causó ninguna pausa en la actividad del sitio; después de la llegada de los k'iche's sus estilos simplemente reemplazaron los estilos locales. Esto sugiere que los habitantes originales abandonaron la ciudad que habían ocupado por casi dos milenios.

### Historia moderna
La primera descripción del sitio fue publicada en el año 1888, escrita por Gustav Bruhl. Karl Sapper describió la Estela 1 en 1894 cuando la vio al lado del camino en que viajaba. Max Vollmberg, un artista alemán, dibujó la Estela 1 y escribió notas sobre otros monumentos, lo que atrajo la atención de Walter Lehmann.
En 1902 la erupción del volcán cercano Santa María cubrió el sitio en una capa de cenizas volcánicas que varía entre 40 y 50cm (16 y 20 pulgadas) en grosor.
Walter Lehmann empezó el estudio de las esculturas de Takalik Abaj en los años 1920. En enero de 1942 J. Eric S. Thompson visitó el sitio con Ralph L. Roys y William Webb de parte de la Institución Carnegie mientras emprendía un estudio de la Costa del Pacífico, publicó sus descripciones en 1943. Susanna Miles, Lee Parsons y Edwin Shook emprendieron otros estudios.
En 1965 Susanna Miles nombró el sitio Abaj Takalik, previamente se conocía con varios nombres, incluyendo San Isidro Piedra Parada y Santa Margarita, por los nombres de las fincas en que se extiende el sitio, y también con el nombre de Colomba, un pueblo al norte en el departamento de Quetzaltenango.
La Universidad de California en Berkeley patrocinó excavaciones en la década de 1970. Empezaron en 1976 bajó la dirección de John A. Graham, Robert F. Heizer y Edwin M. Shook. Esta primera temporada descubrió 40 monumentos nuevos, incluyendo la Estela 5, para agregar a la docena ya conocida. Excavaciones por la Universidad de California en Berkeley siguieron hasta 1981 y descubrieron aún más monumentos durante ese tiempo. Desde 1987 las excavaciones han continuado bajo la dirección de Miguel Orrego y Christa Schieber del Instituto de Antropología e Historia de Guatemala, y siguen descubriendo monumentos nuevos. El sitio ha sido declarado un parque nacional arqueológico.
En 2002 Takalik Abaj fue inscrito en la lista tentativa del Patrimonio de la Humanidad de UNESCO bajo el nombre de The Mayan-Olmecan Encounter ("El Encuentro Maya-Olmeca").

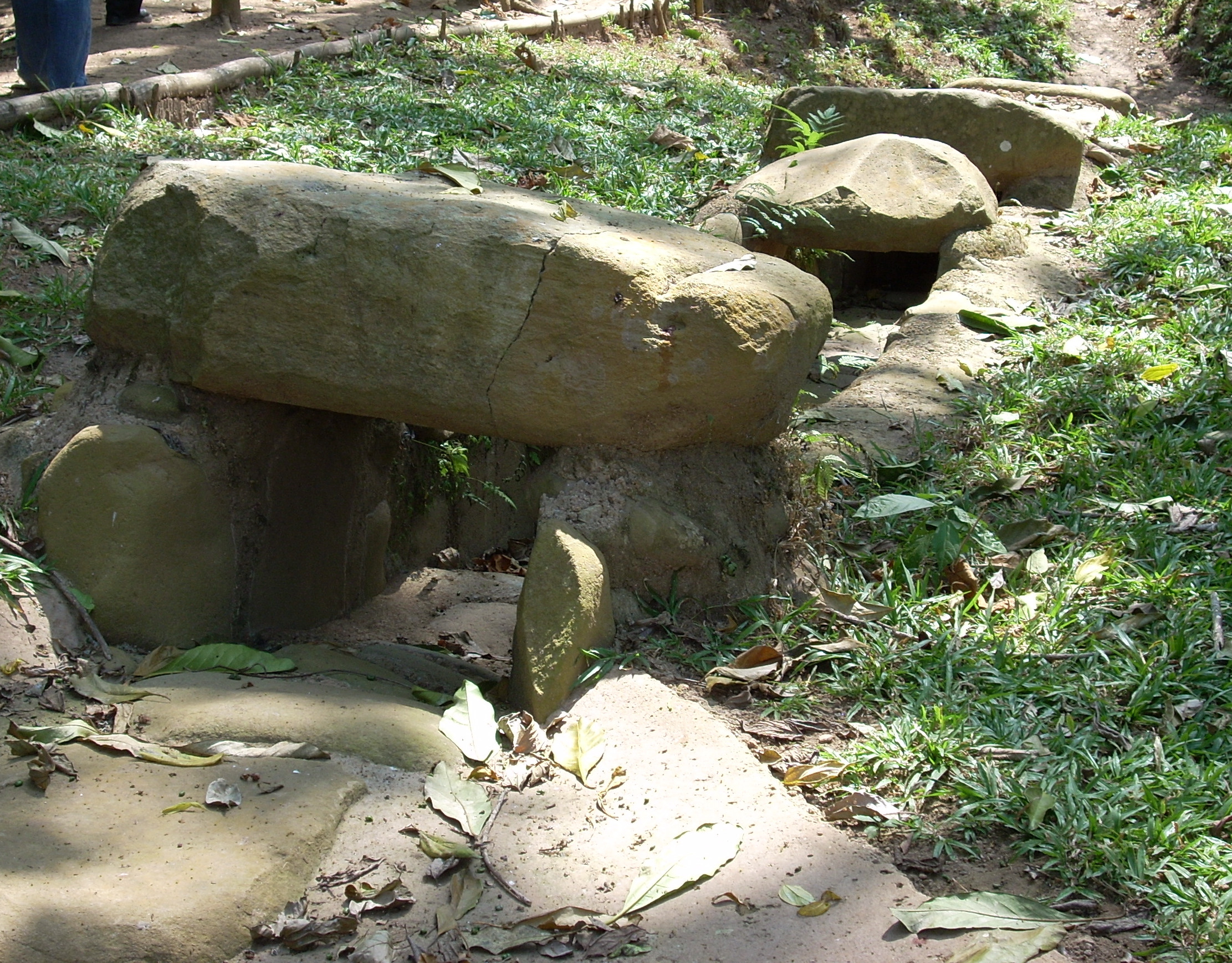
Un canal de piedra diseñado como desagüe para llevar la lluvia que cae sobre la arquitectura mayor. Este ejemplo se encuentra al lado de la Estructura 7 y data del período Clásico Tardío.

## El sitio
El núcleo del sitio abarca aproximadamente 6.5 km² (2.5 millas cuadradas), e incluye los restos de aproximadamente 70 estructuras monumentales alrededor de una docena de plazas agrupadas en nueve terrazas. Takalik Abaj tiene dos juegos de pelota y más de doscientos treinta y nueve monumentos de piedra, incluyendo ejemplares impresionantes de estelas y altares. El granito usado para tallar los monumentos de estilo olmeca y maya temprano es muy diferente de la piedra caliza usada en las ciudades de El Petén. El sitio también se destaca por sus sistemas hidráulicos, incluyendo un temazcal o baño de vapor con drenaje subterráneo, y por las tumbas preclásicas recientemente descubiertas por los arqueólogos Marion Popenoe de Hatch, Christa Schieber de Lavarreda y Miguel Orrego, del Ministerio de Cultura y Deportes
Takalik Abaj se divide en cuatro grupos; el Grupo Central, el Grupo Norte y el Grupo Oeste están juntos, pero el Grupo Sur se encuentra aproximadamente 5km (3 millas) al sur. El sitio es naturalmente defensivo, delimitado por barrancos empinados. El sitio ocupa una serie de nueve terrazas, que varían en anchura de 140 m hasta 220 m (460 hasta 720 pies) y tienen fachadas que varían en altura desde 4.6 m hasta 9.4 m (15 hasta 31 pies). Estas terrazas no se alinean uniformemente, más bien la dirección de su fachada de contención depiende del terreno local. Las tres terrazas principales llevando la ciudad son artificiales, a veces usando más de 10 m (33 pies) de relleno.
Cuando Takalik Abaj era de su tamaño mayor, la arquitectura principal de la ciudad cubría un área de aproximadamente 2 km por 4 km (1.2 x 2.5 millas), aunque todavía no se ha determinado el área ocupada por construcción residencial.
- El Grupo Central ocupa las Terrazas 1 hasta 5, las cuales eran niveladas artificialmente.[66][67]

- El Grupo Oeste consiste en dieciséis estructuras en la Terraza 6, la cual era nivelada artificialmente. El Grupo Oeste se delimita por los ríos Nima en el oeste y San Isidro en el este. Un hallazgo notable en el Grupo Oeste fue el descubrimiento de unas máscaras de jade.[68][67]

- El Grupo Norte se habitaba desde el período Clásico Terminal hasta el Posclásico.[69] Las estructuras de este grupo difieren en su manera de construcción de aquellas en el Grupo Central, son hechas de barro apelmazado sin usar piedra.[66] El Grupo Norte ocupa las Terrazas 7 hasta 9, que no muestran evidencia de nivelación, más bien aprovechan de las terrazas naturales que ya existían.[66] El Grupo Norte no tiene monumentos escultóricos y esto, junto con el método distinto de construcción y los hallazgos de cerámica, hace pensar que nuevos habitantes ocuparon el Grupo Norte en el período Clásico Tardío, probablemente mayas k'iche's llegados del altiplano.[66]

- El Grupo Sur se encuentra fuera del núcleo del sitio, a una distancia de 0,5 km (0,31 millas) al sur del Grupo Central, aproximadamente 2 km (1,2 millas) al oeste de El Asintal. Tiene 13 montículos de estructuras que forman un grupo disperso.[70][71]

### Sistemas de control de agua
El sistema hidráulico de Takalik Abaj incluía canales de piedra que no se usaban para la irrigación sino para canalizar la lluvia y mantener la integridad estructural de la arquitectura principal. Estos canales también se usaban para canalizar agua potable a las zonas habitacionales de la ciudad, y es posible que también se usaban por fines rituales. Hasta 2005, se habían encontrado los restos de 25 canales. Los canales de mayor tamaño miden 0.25 m de ancho por 0.30 m de alto (10 x 12 pulgadas), canales secundarios miden aproximadamente la mitad de eso.
Se usaba dos métodos de construcción para construir los canales. Canales de barro datan del período Preclásico Medio mientras canales construidos de piedra datan del período Preclásico Tardío hasta el período Clásico, los canales de piedra del período Clásico Tardío son los canales de mayor tamaño en el sitio. En el Clásico Tardío se reutilizaban fragmentos de monumentos quebrados para la construcción de los canales.

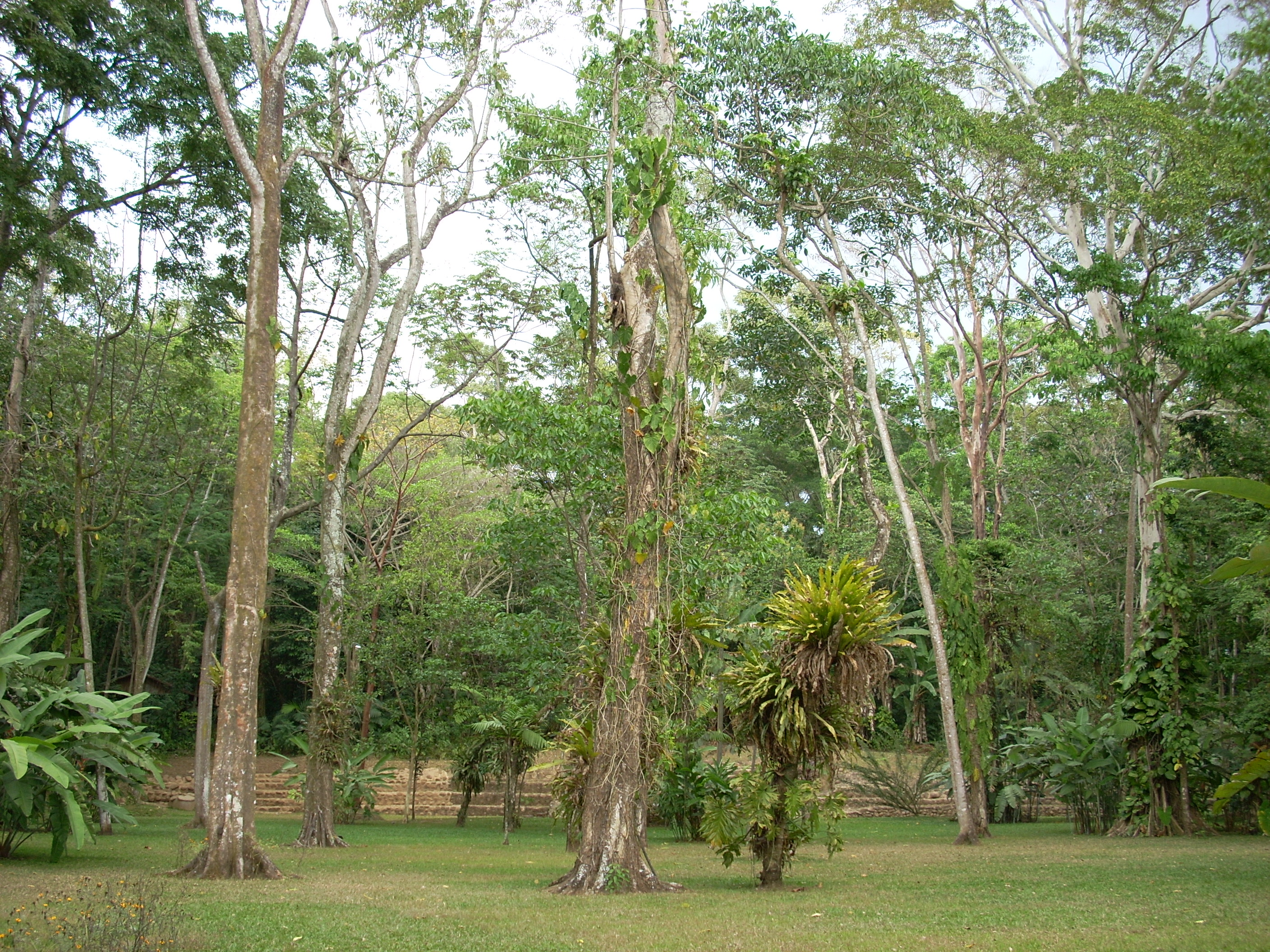
Una plaza en una de las terrazas de Takalik Abaj.

### Terrazas
- Terraza 2 se encuentra en el Grupo Central.[67] Unas de las estructuras en esta terraza datan hasta el período Preclásico Medio e incluyen un ejemplo temprano de un juego de pelota.[10]

- Terraza 3 se localiza en el Grupo Central.[67] La construcción de la fachada representaba un esfuerzo mayor y fecha del período Preclásico Tardío.[9] Se cree que la zona sureste de la Terraza 3 era la plaza más sagrada de la ciudad, basado en la alta concentración de escultura y la presencia de la Estructura 7 en el lado este de la plaza.[76] Esta parte de la ciudad antigua fue nombrado Tanmi T'nam ("El Corazón del Pueblo" en el idioma mam) por el alcalde de El Asintal.[77] Una fila de 5 monumentos corre de norte a sur en el lado suroeste de la plaza, y otra fila de 5 esculturas se alinea con el extremo sur de la terraza, orientada de este a oeste, con otras 2 esculturas un poco al sur.[77]

- Terraza 5 se encuentra en el lado este del sitio, inmediatamente al norte del Grupo Central. Mide 200m (660 pies) de este a oeste y 300 m (980 pies) de norte a sur. La Terraza 5 ocupa parte de la finca San Isidro Piedra Parada y la zona actualmente se usa para el cultivo de café. Se construyó la fechada de la terraza de barro compactado durante el período Preclásico Tardío, lo que representaba una inversión enorme de trabajo. Esta terraza seguía en uso hasta el período Posclásico.[78][79]

- Terraza 6 sostiene 16 estructuras del Grupo Oeste. Mide 150 m (490 pies) de este a oeste y 140m (460 pies) de norte a sur. La terraza demuestra fases múltiples de construcción. Descansa sobre una subestructura construida de bloques grandes de basalto que data del período Preclásico Tardío, fases posteriores de construcción datan del período Clásico Tardío y en la terraza se han encontrado rastros de la ocupación k'iche' del sitio. La terraza se ubica dentro de las fincas San Isidro Piedra Parada y Buenos Aires y el terreno actualmente se dedica al cultivo de café y hule. Una carretera moderna corta la esquina este de la Terraza 6.[80]

- Terraza 7 es una terraza natural que sostiene una parte del Grupo Norte. Se orienta de este a oeste y mide 475 m (1560 pies) de largo. Sostiene 15 estructuras que datan del período Clásico Terminal hasta el Posclásico y se asocia con la ocupación k'iche' del sitio. Esta terraza se divide entre las fincas Buenos Aires y San Elías y una carretera moderna corta la parte oriental.[66]

- Terraza 8 es otra terraza natural en el Grupo Norte. También se orienta de este a oeste y mide 400 m (1300 pies) de largo. Una carretera moderna corta el extremo oriental de la terraza y el lado oeste de la Estructura 46 ubicada en su margen. La terraza solo sostiene esta estructura y otra al norte (Estructura 54). La terraza probablemente era un área habitacional, que incluía terreno cultivado, asociada con el grupo norte. Esta terraza se asocia con la ocupación k'iche' del sitio desde el Clásico Tardío hasta el Posclásico.[66]

- Terraza 9 es la terraza de mayor tamaño en Takalik Abaj y sostiene una parte del grupo norte. Mide aproximadamente 400 m (1300 pies) de este a oeste y 300 m (980 pies) de norte a sur. La fachada de la terraza corre por 200 m (660 pies) inmediatamente al norte del complejo principal del Grupo Norte, en el lado occidental de la Terraza 7. En el extremo este de esta sección la fachada dobla al norte encima de la Terraza 8 por 300 m (980 pies), entonces vuelve a correr al este por 200 m (660 pies) más, delimitando la Terraza 8 en sus lados oeste y norte. La Terraza 9 solo sostiene dos estructuras principales (las Estructuras 66 y 67). Una carretera moderna corta el lado oriental de la Terraza 9, excavaciones de la sección donde la carretera corta la terraza han descubierto los restos posibles de un juego de pelota.[81][67]

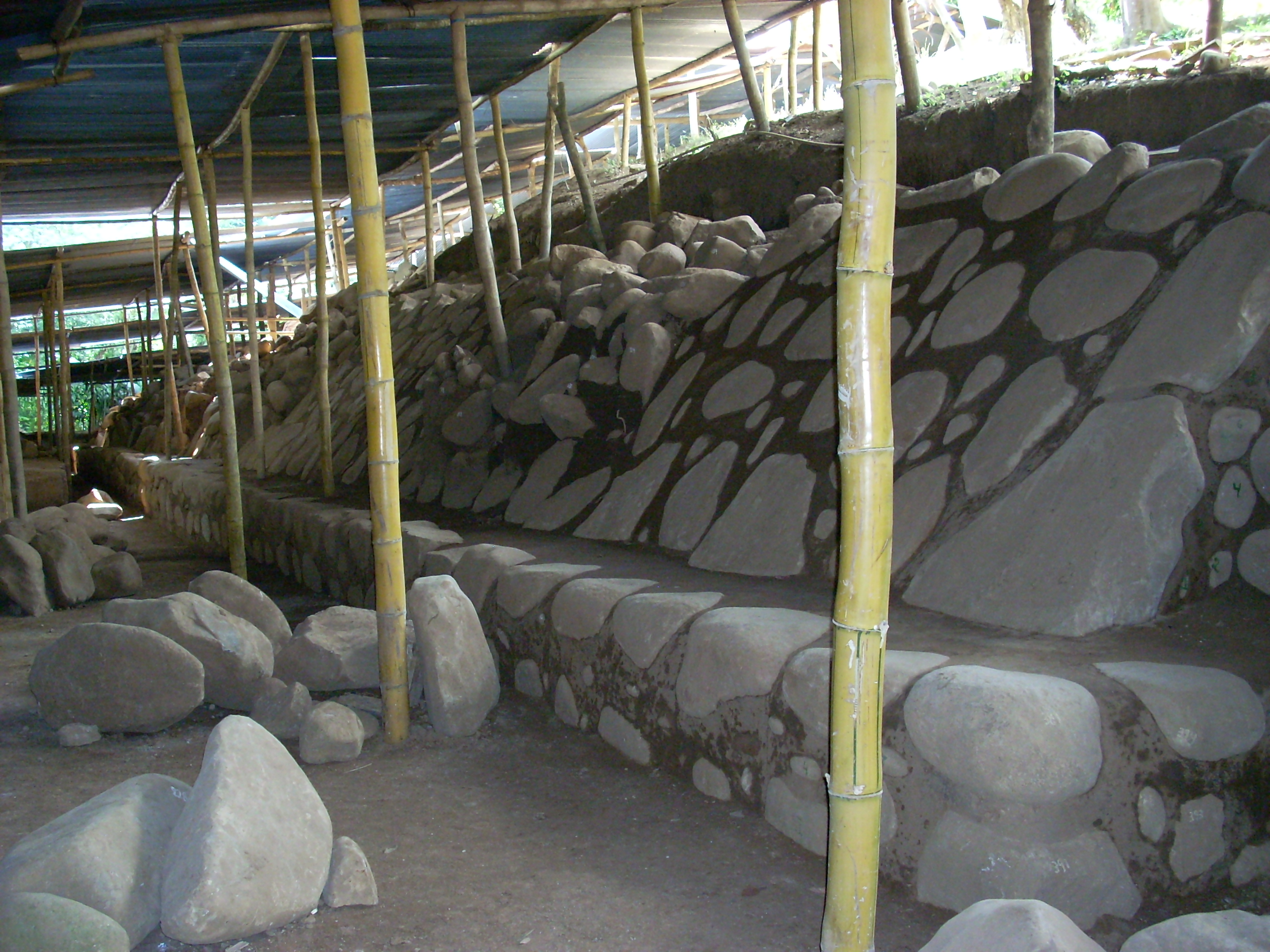
El juego de pelota en la Terraza 2 en el Grupo Central data del Preclásico Medio.

### Estructuras
- El Juego de Pelota se localiza en el suroeste de la Terraza 2 y data del período Preclásico Medio. Se orienta de norte a sur y la cancha mide 4.6 m (15 pies) de ancho. La Estructura Sub-2 y la Estructura Sub-4 forman los dos lados de la cancha, que mide un poco más de 22 m (72 pies) de largo y cubre un área de 105 m² (1130 pies cuadrados). La Estructura Sub-1 marca el límite sur del juego de pelota, se ubica un poco más de 11 m (36 pies) al sur de las Estructuras Sub-2 y Sub-4, creando una zona terminal en el sur que se orienta de este a oeste y mide 23 m por 11 m (75 x 36 pies) con un área de 264 m² (2840 pies cuadrados).[10]

- Estructura 7 es una gran plataforma que se encuentra en el lado este de la plaza en la Terraza 3 en el Grupo Central. Se cree que esta estructura era uno de los edificios más sagrados de Takalik Abaj debido a una serie de hallazgos importantes que se asocian con ella. Mide 79 m por 112 m (260 x 370 pies) y data del período Preclásico Medio. Dos estructuras menores se encuentran en la parte norte de la Estructura 7, denominadas Estructuras 7A y 7B.[82][83] Sobre la Estructura 7 están tres filas de monumentos, alineados de norte a sur, que posiblemente se usaban como observatorio astronómico.[84] Un hallazgo importante que se hizo en la Estructura 7 es el incensario cilíndrico denominado "La Niña" por los arqueólogos debido a las aplicaciones que forman una figura femenina prominente. Data de los niveles más profundos de la ocupación k'iche' del sitio y mide 50 cm (20 pulgadas) de alto y 30 cm (12 pulgadas) de ancho en la base. Se encontró con una gran cantidad de ofrendas que incluían más cerámicas y fragmentos de esculturas quebradas.[85][8]

- Estructura 7A es una pequeña estructura localizada sobre la parte norte de la Estructura 7. La estructura data del período Preclásico Medio y ha sido excavada. El Entierro 1, una tumba real que data del período Preclásico Tardío, fue descubierta en el centro de esta estructura. Una gran ofrenda de cientos de vasijas cerámicas se encontraba en la base de la estructura y se asocia con el entierro. La Estructura 7A fue extensivamente remodelada en el Clásico Temprano y otra vez en el Clásico Tardío.[86]

- Estructura 11 ha sido excavada. Estaba revestida de piedras de canto rodado sujetadas con barro.[20] Se localiza al oeste de la plaza en la zona sur del Grupo Central.[56]

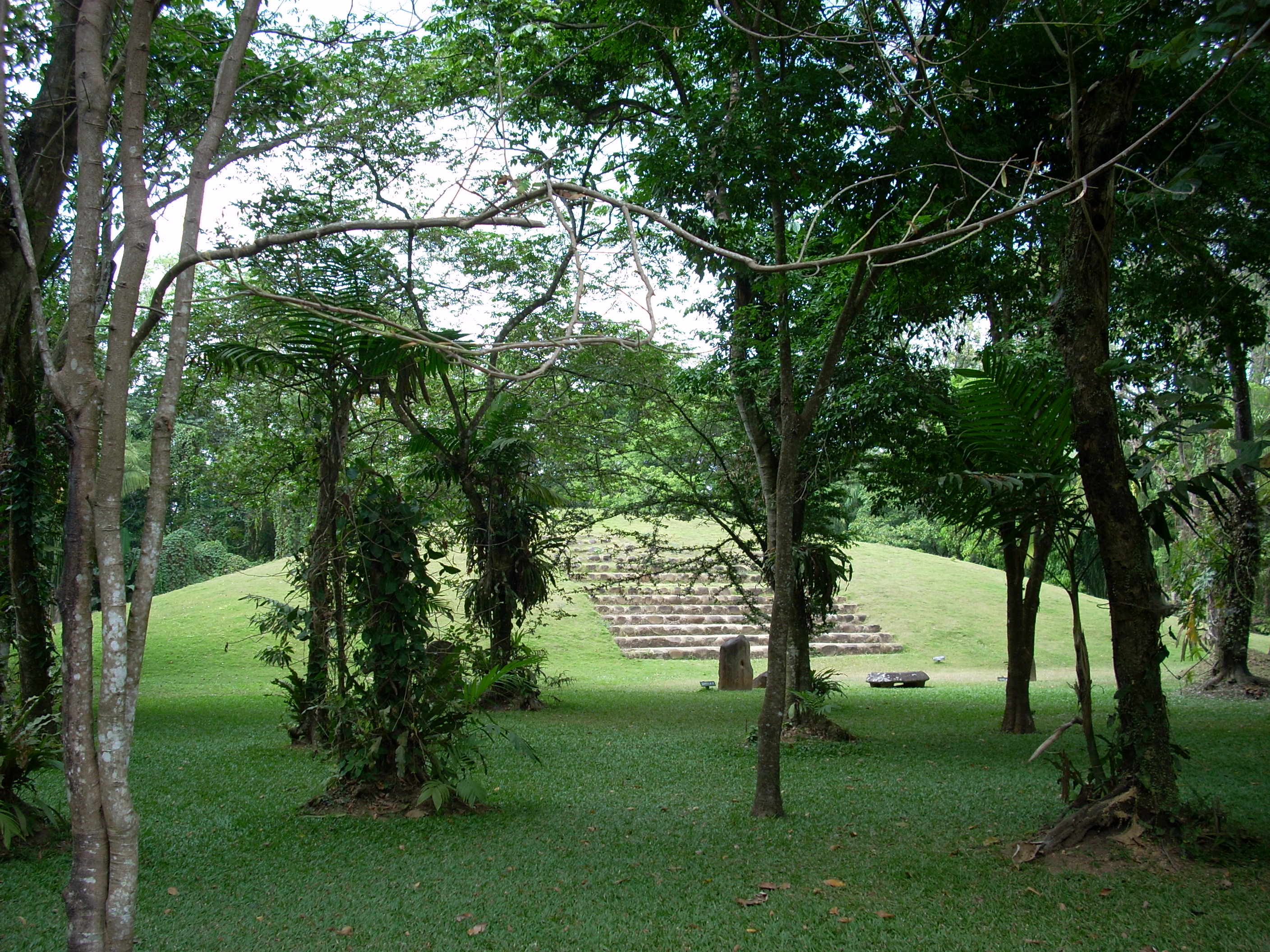
La Estructura 11 y sus monumentos asociados.

- Estructura 12 se encuentra al oeste de la Estructura 11.[87] También ha sido excavada y, como la Estructura 11, está revestida de piedras de canto rodado sujetadas con barro.[20] Se encuentra al este de la plaza en la parte sur del Grupo Central.[56] La estructura es una plataforma de tres niveles con escalinatas en los lados este y oeste. La arquitectura visible data del período Clásico Temprano, pero descansa sobre una construcción del Preclásico Tardío. Una fila de esculturas bordea el lado oeste de la estructura, la fila incluye seis monumentos, una estela y un altar.[56] Otros monumentos más bordean el lado este, uno de ellos representa posiblemente la cabeza de un cocodrilo, los demás son lisos. La Escultura 69 se localiza en el lado sur de la estructura.[87]

- Estructura 17 se localiza en el Grupo Sur, en la finca Santa Margarita. En la estructura se descubrió una ofrenda de 13 navajas prismáticas de obsidiana que datan del período Preclásico Tardío.[88]

- Estructura 34 se encuentra en el Grupo Oeste, en la esquina este de la Terraza 6.[89]

- Estructuras 38, 39, 42 y 43 son unidas por plataformas bajas en el lado este de una plaza en la Terraza 7, se alinean de norte a sur. Estructuras 40, 47 y 48 se localizan en los lados sur, oeste y norte de la misma plaza. Estructuras 49, 50, 51, 52 y 53 se agrupan en el lado oeste de la terraza, inmediatamente al sur de la Terraza 9. La Estructura 42 es la estructura más alta del Grupo Norte, mide aproximadamente 11.5 m (38 pies) de alto.[90][67]

- Estructura 46 se encuentra en el límite de la Terraza 8 en el Grupo Norte y data del período Clásico Terminal hasta el Posclásico. Una carretera moderna corta el lado oeste de la estructura.[66]

- Estructura 54 se construyó en la Terraza 8, al norte de la Estructura 46, en el Grupo Norte. Se rodea por un área abierta sin montículos que probablemente consistía de una zona de uso residencial tanto como agrícola. Data del período Clásico Terminal hasta el Posclásico.[66]

- Estructura 57 es un gran montículo en el límite sur del Grupo Central con una vista excelente a través del llano costero. La estructura se construyó en el período Preclásico Tardío con una segunda fase de construcción en el Clásico Tardío. Es posible que servía de atalaya.[51]

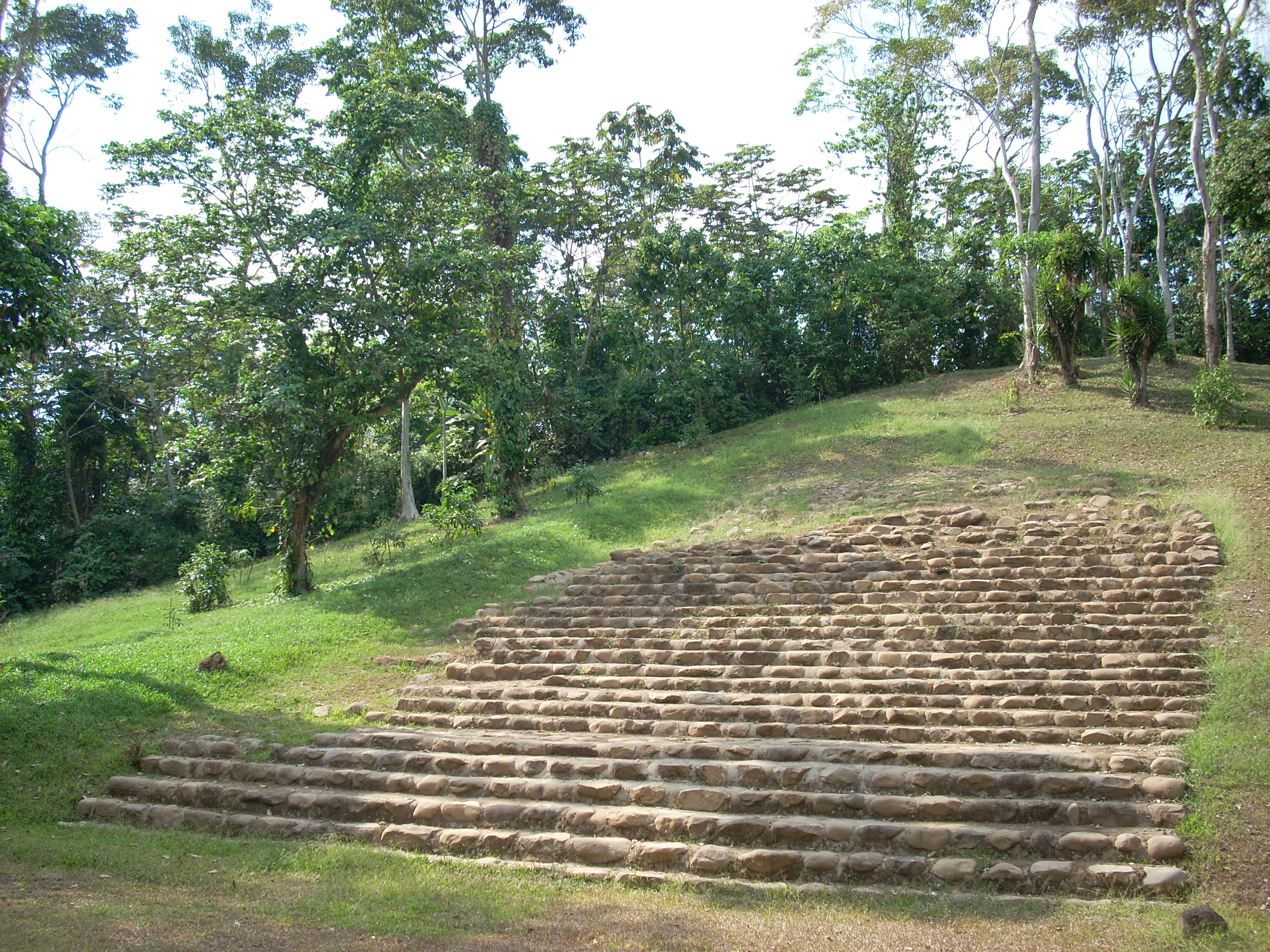
La Estructura 5.

- Estructura 61, Montículo 61A y Montículo 61B se encuentran en el lado este de la Terraza 5, en la finca San Isidro. La Estructura 61 tiene revestimiento de piedra y se construyó durante el Clásico Temprano sobre una construcción más antigua del Preclásico Tardío. Se descubrió la Estela 68 en la base del Montículo 61A cerca de un altar quebrado. La Estructura 61 y sus montículos asociados posiblemente controlaban el acceso a la ciudad durante el cenit de su poder, el Montículo 61A fue reutilizado durante la ocupación del sitio en el Posclásico. Hallazgos del Clásico Temprano que se encontraban en el Montículo 61A incluyen cuatro vasijas de cerámica y cuatro navajas prismáticas de obsidiana.[78][91]

- Estructura 66 se localiza en la Terraza 9, en el límite norte del Grupo Norte. Tiene una vista excelente a través de la ciudad entera y posiblemente servía de atalaya y controlaba acceso al sitio. Data del Clásico Terminal hasta el Posclásico.[92]

- Estructura 67 es una gran plataforma en la Terraza 9 que tal vez se asocia con un área posiblemente habitacional en la misma terraza y localizada al norte del Grupo Norte.

- Estructura 68 se encuentra en el Grupo Oeste. Una carretera moderna corta una parte del lado occidental de la estructura.[92]

- Juego de Pelota Norte. Los posibles restos de un segundo juego de pelota se descubrieron al norte del Grupo Norte y tal vez se asocian con la ocupación de ese grupo desde el Clásico Terminal hasta el Posclásico. Se construyó de barro apelmazado y se alinea de este a oeste, la estructura norte medía 2 metros (6.6 pies) de alto y la estructura sur medía un metro (3.3 pies) de alto, la cancha medía 10 metros (33 pies) de ancho.

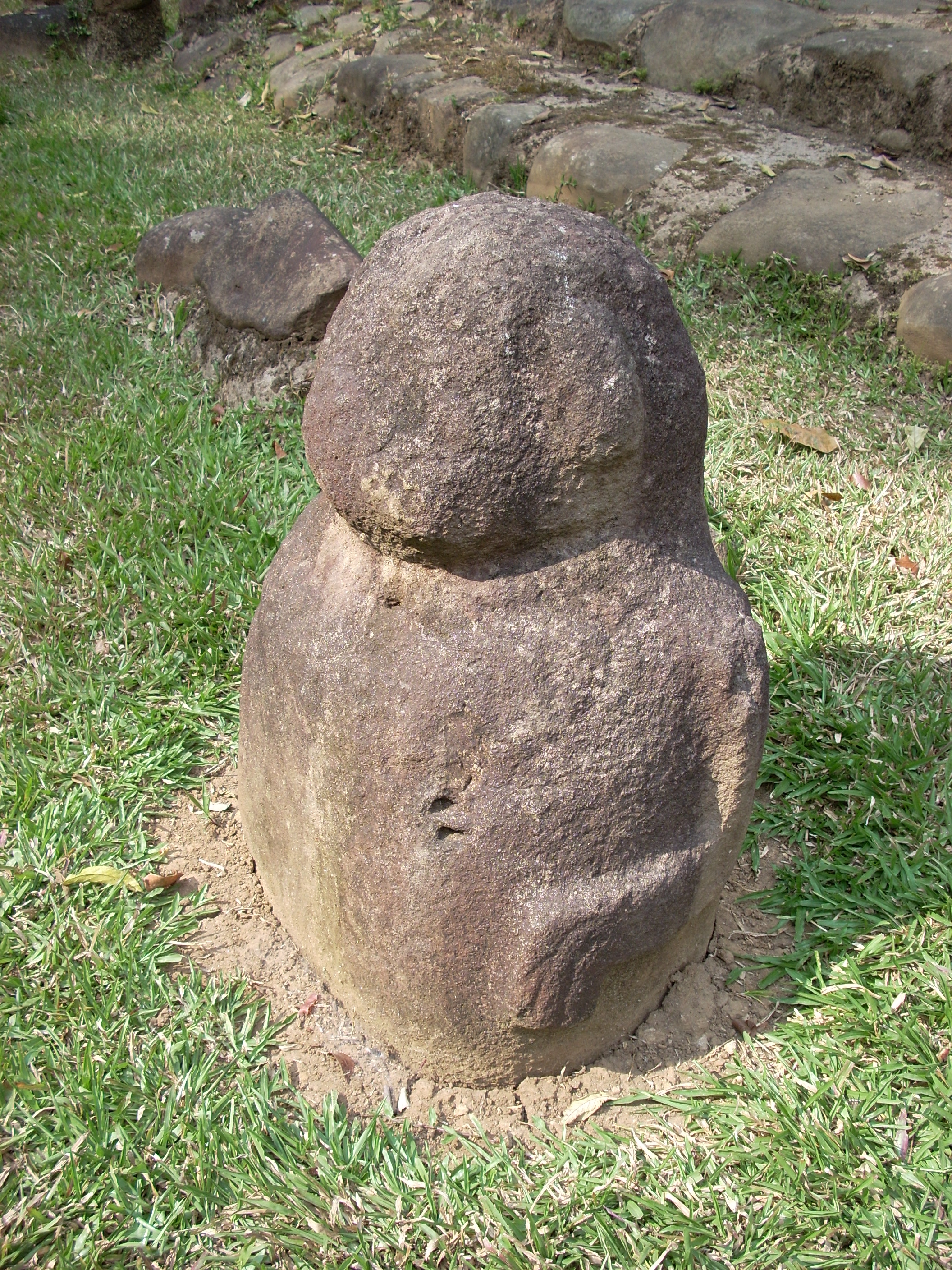
Una escultura de estilo barrigón en Takalik Abaj, probablemente data del Preclásico Tardío.

### Monumentos de piedra
Se han encontrado más de 239 monumentos de piedra en Takalik Abaj, la mayoría son tallados de rocas de andesita local. Algunos de estos monumentos son esculpidos, otros son lisos y la mayoría se encuentran en los Grupos Central y Oeste. Los monumentos esculpidos se dividen en cuatro tipos principales: Esculturas de estilo olmeca que representan 21% del total, esculturas de estilo maya representan 42% de los monumentos, monumentos de estilo barrigón (14% del total) y el estilo local de escultura representado por esculturas zoomorfas (23% del total).
La mayoría de los monumentos de Takalik Abaj no se encuentran en sus lugares originales, se trasladaron a lugares diferentes en épocas posteriores, por esta razón la datación de monumentos en el sitio frecuentemente depende de comparaciones estilísticas. Un ejemplo es una serie de cuatro monumentos que se encontraban en una plaza delante de una plataforma del período Clásico, aunque por lo menos dos de los cuatro datan del Preclásico.
Hay unas estelas esculpidas en el estilo maya temprano que llevan textos jeroglíficos con fechas de la Cuenta Larga que las datan al Preclásico Tardío. El estilo de escultura del período clásico de las tierras bajas mayas se deriva de este estilo.
Takalik Abaj tiene varios monumentos del llamado estilo barrigón que representan figuras humanas obesas esculpidas de roca en bulto, de un tipo que se encuentra en la costa del Pacífico en una zona que se extiende desde Izapa en México hasta El Salvador. Su función exacta no se conoce, pero probablemente fechan del Preclásico Tardío.

#### Esculturas de estilo olmeca
Hay muchas esculturas de estilo olmeca, tales como el Monumento 23, una cabeza colosal que fue retallada para formar una figura en un nicho. Estas esculturas parecen indicar una presencia olmeca física controlando el sitio, posiblemente bajo un gobernante olmeca.

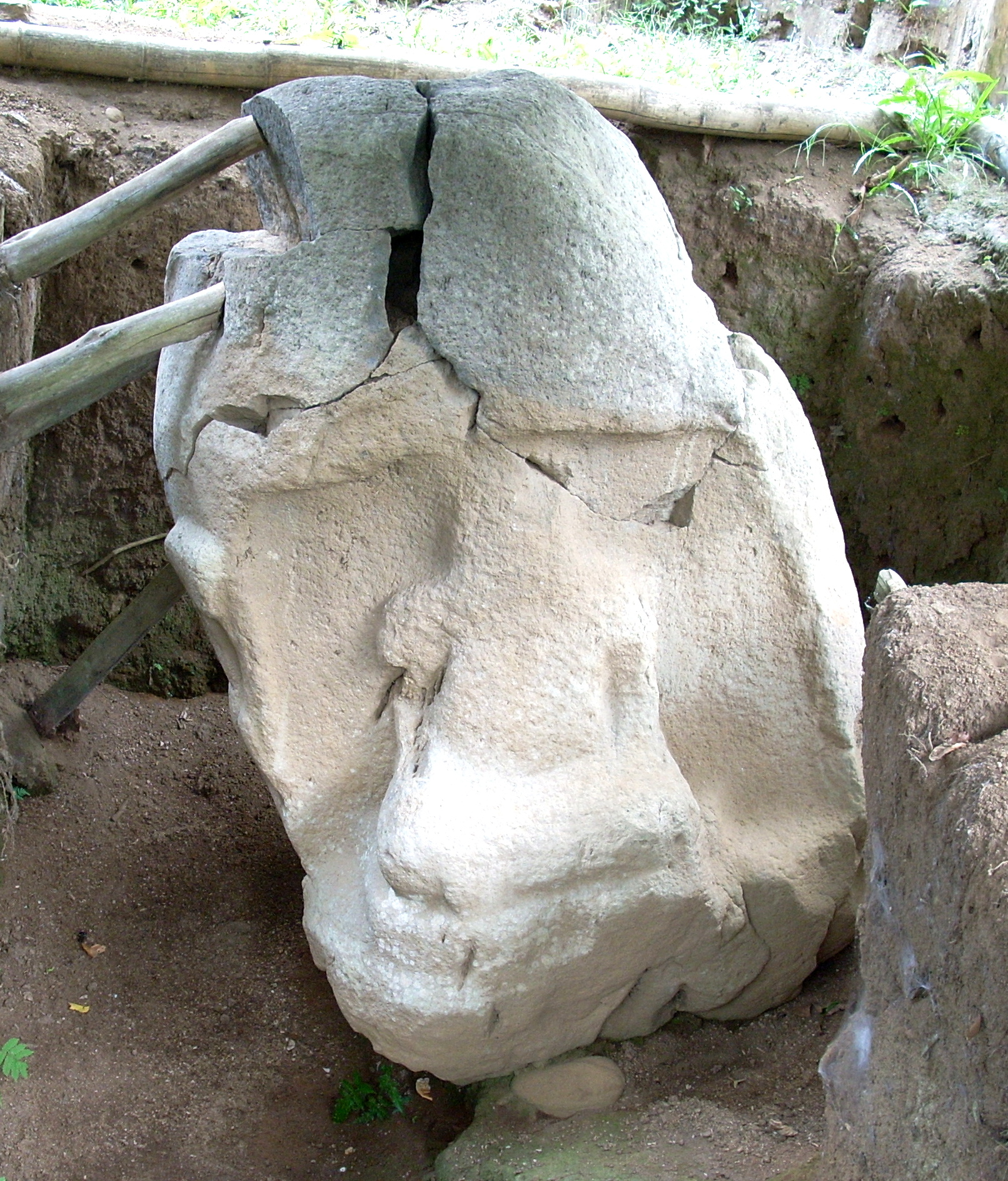
Monumento 23, una escultura olmeca (o de influencia olmeca) en Takalik Abaj. Muestra una figura saliendo de una cueva, llevando a un infante en sus brazos. Esta escultura es muy semejante al Altar 5 de La Venta.

Otros investigadores no son tan ciertos: las esculturas de estilo olmeca pueden indicar simplemente una iconografía común de poder en las costas del Pacífico y el Golfo. De todos modos, lo seguro es que Takalik Abaj era un sitio de importancia para los olmecas. Todas las esculturas de estilo olmeca en Takalik Abaj datan del Preclásico Medio. Con la excepción de los Monumentos 1 y 64, la mayoría no se encontraban en sus lugares originales.

#### Esculturas de estilo maya
Hay más de 30 monumentos en el estilo maya temprano, que data del Preclásico Tardío, lo que significa que es el estilo más común que se encuentra en Takalik Abaj. La gran cantidad de escultura maya temprana y la presencia de ejemplos tempranos de escritura jeroglífica maya sugieren que el sitio tuvo un papel importante en el desarrollo de la ideología maya. El estilo de monumento maya temprano en Takalik Abaj está estrechamente relacionado con el estilo de monumentos que se encuentra en Kaminaljuyú, demostrando una influencia mutua. Este estilo se difundió a otros sitios que formaban parte de la red comercial centrada en estas dos ciudades.

#### Esculturas de estilo barrigón
Esculturas de estilo barrigón se encuentran a lo largo de la costa del Pacífico desde el sur de México hasta El Salvador, además de sitios en las tierras bajas mayas. Aunque unas investigadores han sugerido que este estilo es pre-olmeca, las excavaciones arqueológicas en la costa del Pacífico, incluyendo aquellas en Takalik Abaj, han demostrado que este estilo se usaba desde el fin del Preclásico Medio y alcanzó su auge en el Preclásico Tardío. Todas las esculturas de estilo barrigón en Takalik Abaj datan del Preclásico Tardío y se asemejan a aquellas de Monte Alto en Escuintla y Kaminaljuyú en el Valle de Guatemala. En general, las esculturas de tipo barrigón son toscas con mucha variedad en su tamaño y en la posición de sus extremidades. Representan figuras humanas obesas, normalmente con las piernas cruzadas y con los brazos sobre el vientre. Tienen mejillas gordas y caídas, los ojos cerrados y son de sexo indeterminado.

#### Esculturas de estilo local
Las esculturas de estilo local son generalmente rocas esculpidas en formas zoomorfas, incluyendo representaciones tridimensionales de ranas, sapos y cocodrilos.

#### La transición olmeca-maya: El Cargador del Ancestro

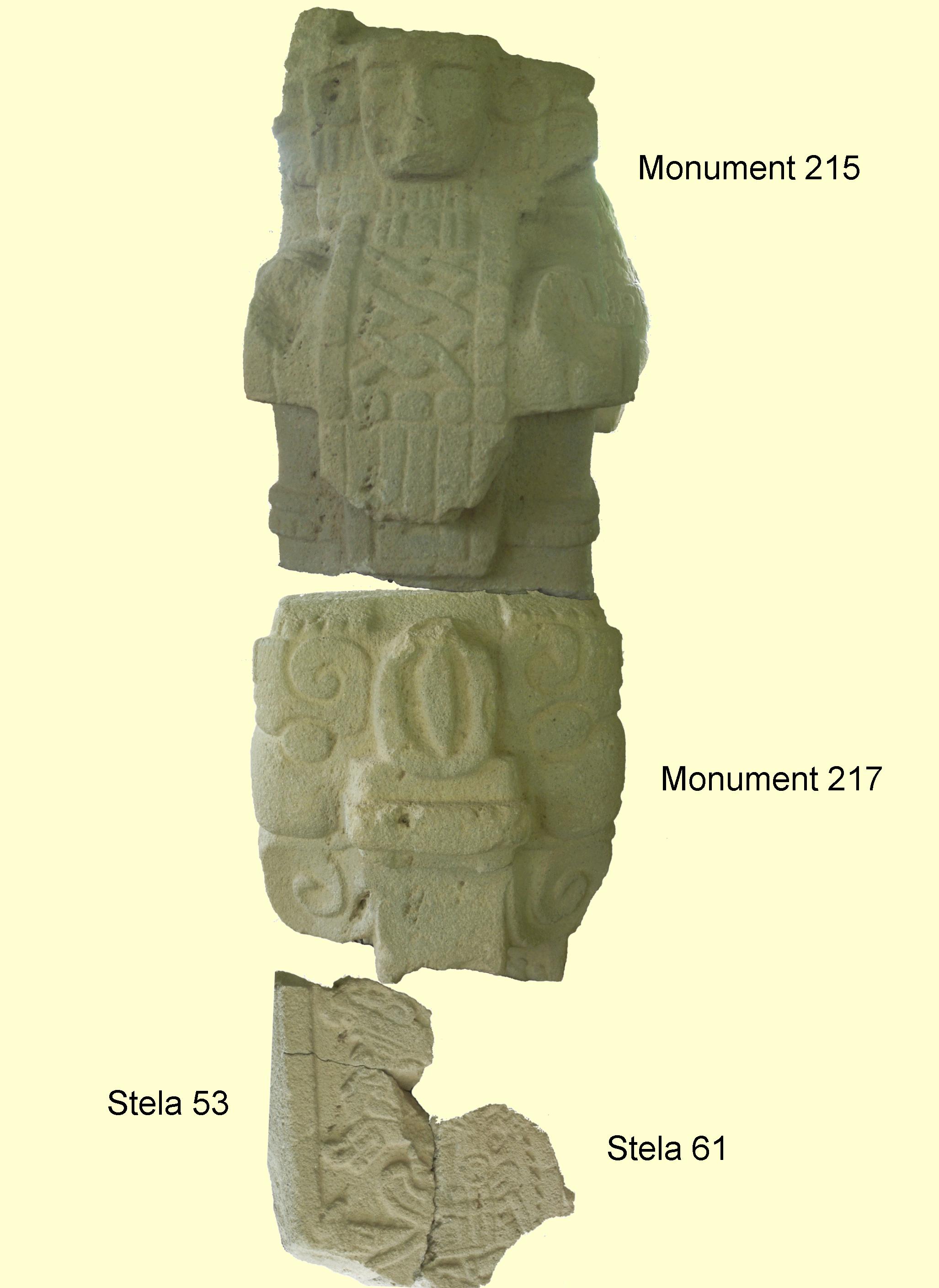
Las piezas del Cargador del Ancestro arregladas en su orden original

El Cargador del Ancestro está compuesto de cuatro fragmentos de escultura que fueron reutilizados en las fachadas de cuatro edificios distintos durante la última parte del período Preclásico Tardío. Descubrieron los Monumentos 215 y 217 durante las excavaciones de la Estructura 7A en 2008, mientras los Fragmentos de Estela 53 y 61 descubrieron en excavaciones anteriores. Los arqueólogos descubrieron que, aunque los Monumentos 215 y 217 tenían temas y estilos diferentes, formaron dos partes de una escultura que aun así faltaba unas partes. A raíz de esto, revisaron los fragmentos de esculturas previamente descubiertas y encontraron dos piezas más, originalmente excavadas de las Estructuras 12 y 74.
Las cuatro piezas conforman una columna monumental que mide 2.3m (7.5 pies) de altura y tiene una combinación extraña de características esculturales. Los extremos superiores e inferiores son dañados e incompletos, la columna consiste de tres secciones. La sección inferior es una columna rectangular con un texto jeroglífico temprano en los dos lados y la escultura de una figura maya ricamente vestida en el frente. La figura lleva un tocado en forma de cocodrilo o un híbrido de cocodrilo-felino con la cara de un ancestro saliendo de las fauces abiertas. La parte inferior de esta sección está dañada y faltan partes del texto y de la figura.
La sección en medio, que forma una clase de capitel, es una escultura en alto relieve de la cabeza de un murciélago ejecutada con las líneas curvas del estilo maya, con ojos pequeños y cejas compuestos de dos volutas pequeñas. La nariz de forma de hoja es característica del murciélago vampiro común. La boca está abierta, con colmillos expuestos y una lengua prominente que se extiende hacia abajo. Una franja doble de triángulos rodea la escultura con una cuerda grabada y tal vez simbolizan las alas del murciélago.
La sección superior de la columna lleva la escultura de una figura chaparra con pies descalzos parada en la cabeza del murciélado. La figura lleva un taparrabos atado con un cinturón y adornado con un gran símbolo de "u". El estilo es algo rígido y recuerda la escultura formal olmeca; varios elementos del traje parecen a aquellos encontrados en las esculturas olmecas de la costa del Golfo de México. La figura tiene los ojos ovalados y lleva orejeras grandes, la nariz y la boca de la figura están dañados. Lleva dos bandas que cruzan en la espalda y se unen con el cinturón y los hombros, sostienen una figura pequeña mirando hacia atrás. La posición y las características de esta figurilla parecen mucho a las esculturas olmecas de infantes, aunque la cara es la de un anciano. Esta figura menor lleva una clase de falda o cola larga que es casi idéntico a aquella llevada por la figura de un jaguar danzante de Tuxtla Chico en Chiapas, México. Esta falda se extiende hacia abajo hasta la sección en medio de la columna, siguiendo por la mitad de atrás de la cabeza del murciélago. La posición de los hombros en relación con la cara de la figura principal no es anatómicamente correcta, lo que lleva a los arqueólogos a soponer que la "cara" es, de hecho, realmente un pectoral elaborado y que la cabeza de la figura principal está perdida. Aunque la sección superior de la columna lleva muchos elementos olmecas, también faltan varias características distintivas que se encuentran en el arte olmeca verdadera, por ejemplo la expresión felina frecuentemente traducida en la escultura olmeca.
La escultura fecha de antes de 300 a. C., basado en el estilo del texto jeroglífico, y se cree que la intención del escultor era representar a un gobernante maya temprano -en la parte inferior- que llevaba el inframundo -i.e. el murciélago- y sus ancestros -la figura principal que lleva una figura secundaria en la espalda-. El escultor maya usaba vagos recuerdos de elementos olmecas en la figura del ancestro en una clase de sincretismo maya-olmeca, produciendo una escultura híbrida. Así representa la transición de una fase cultural a la próxima, en un punto de tiempo en que los habitantes olmecas previos no se olvidaban y se veían como ancestros poderosos.

#### Inventario de monumentos

##### Altares

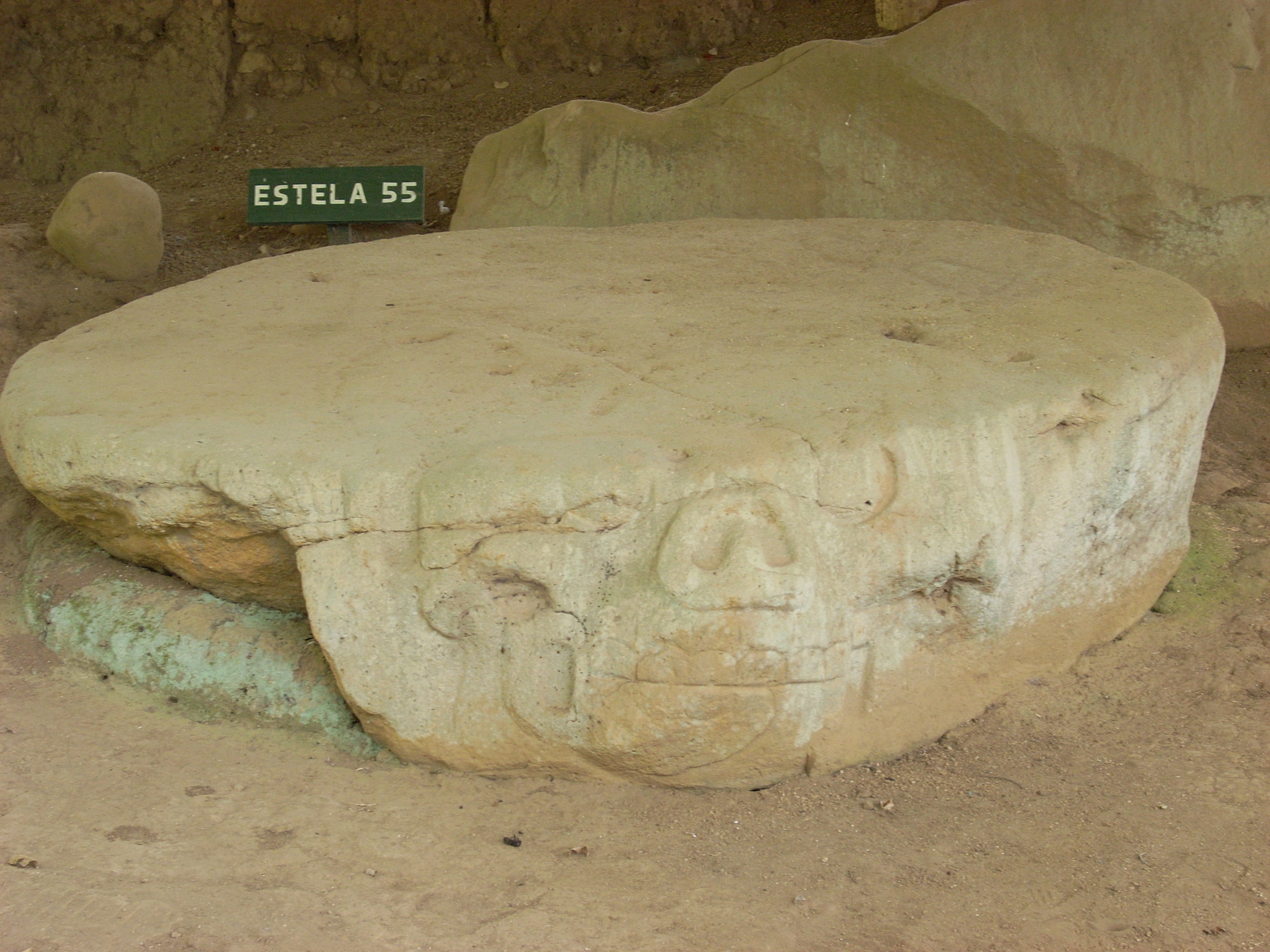
Altar 28, con una escultura de una calavera en el borde.

- Altar 1 se encuentra al pie de la Estela 1, es de forma rectangular con una escultura en un lado.[113]
- Altar 2 es de procedencia desconocida. Se encontraba cerca de la casa patronal en la finca San Isidro Piedra Parada. Mide 1.59 m (63 pulgadas) de largo y 0.5 m (20 pulgadas) de altura. Representa un animal que ha sido identificado como un sapo o un jaguar.[114] El cuerpo del animal fue esculpido en forma de un hueco de 85 cm (33 pulgadas) de ancho y 26 cm (10 pulgadas) de profundidad. La escultura fue quebrada en tres piezas.[114]
- Altar 3 es un altar de forma circular tosco y plano que mide 1 m (39 pulgadas) de ancho y 0.3 m (12 pulgadas) de grosor. Probablemente se asociaba con una estela, pero su procedencia original se desconoce, fue trasladado cerca de la casa patronal de la finca San Isidro Piedra Parada.[115]
- Altar 5 es un altar liso de forma circular asociado con la Estela 2.[113]
- Altar 7 se encuentra cerca del extremo sur de la Terraza 3, donde forma parte de una línea de cinco monumentos puestos en una línea orientada este-oeste.[77]
- Altar 8 es un monumento liso asociado con la Estela 5, se encuentra en el lado oeste de la Estructura 12.[116]
- Altar 9 es un trono bajo con cuatro patas que se localiza delante de la Estructura 11.[117]
- Altar 10 estaba asociado con la Estela 13 y se encontraba encima de la gran ofrenda de cerámicas asociada con esa estela y con la tumba real en la Estructure 7A. El monumento originalmente era un trono con soportes cilíndricos que fue reutilizado como un altar en el Período Clásico.[118][119]
- Altar 12 es un monumento del Preclásico Tardío esculpido en el estilo maya temprano.[17] A causa de las esculturas en la cara superior del altar, se supone que el monumento originalmente se erigió como una estela vertical en el Preclásico Tardío, y que se reutilzaba como un altar horizontal en el período Clásico. En ese tiempo dieciséis glifos fueron tallados en el borde del altar. La escultura en la cara superior del altar representa a una figura humana parada de perfil, mirando hacia la izquierda. Dos series verticales de cuatro glifos flanquean la figura. La figura central está parada sobre una banda horizontal que representa la tierra, dos monstruos de la tierra flanquean la banda. Encima de la figura hay una banda celestial con una parte de la cabeza de un pájaro sagrado visible en el centro. Figuras antropomórficas combinadas con otros elementos forman los dieciséis glifos en el borde del monumento.[120]

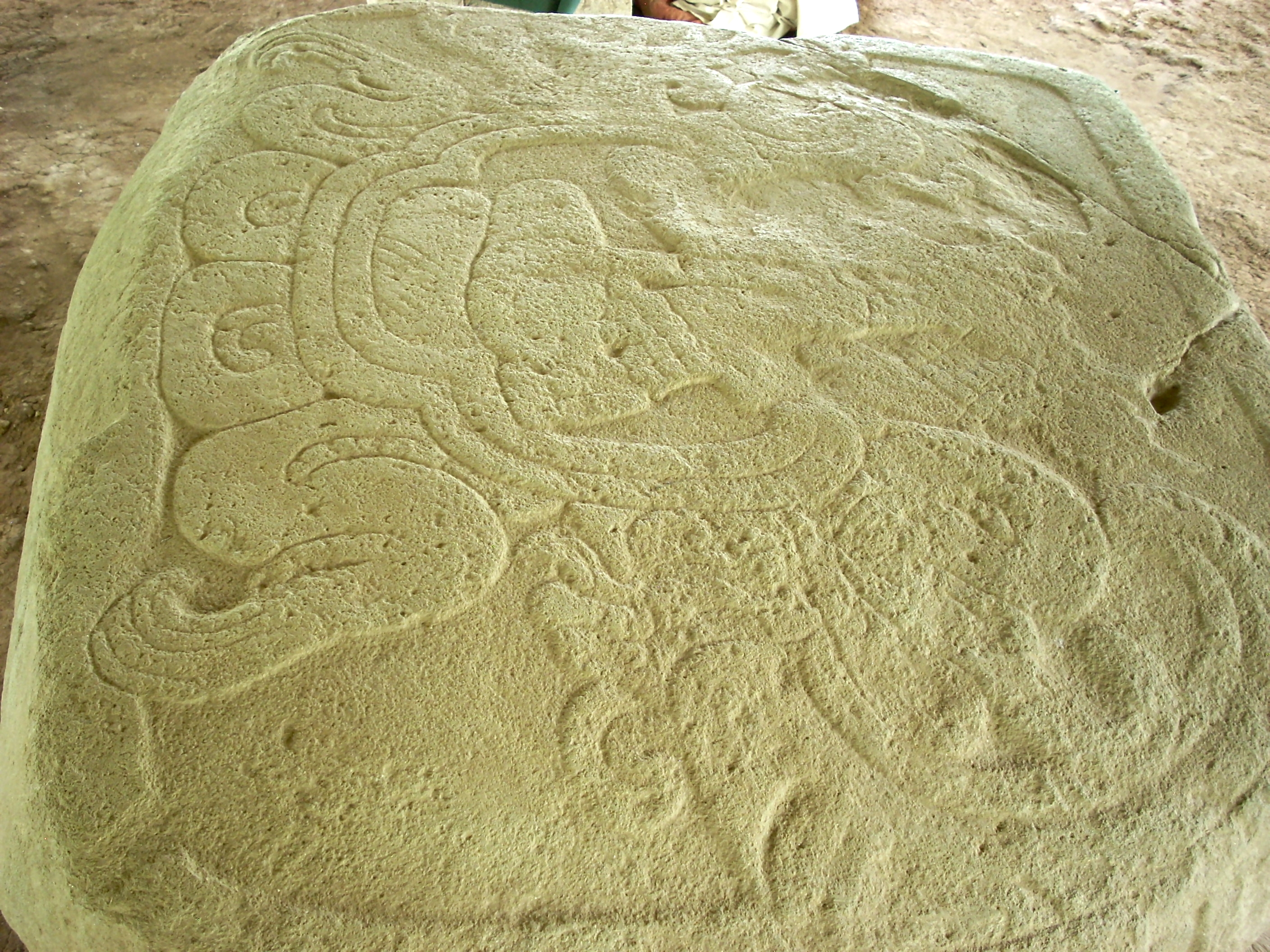
Altar 48, ana escultura de estilo maya temprano

- Altar 13 es otro monumento maya temprano que fecha del Preclásico Tardío.  Al igual que el Altar 12, probablemente se erigió como una estela vertical. A cierto punto fue deliberadamente quebrado, con daños graves en la parte principal de la escultura, destruyendo el centro y la sección inferior. Posteriormente fue reutilizado como un altar horizontal. Se puede ver los restos de dos figuras que flanquean la dañada sección inferior del monumento y la gran cabeza del pájaro sagrado sobrevive encima del área de daño. La figura a la derecha lleva una falda entretejida y probablemente es mujer.[121]
- Altar 18 es uno de cinco monumentos en una fila orientada norte-sur en la base de la Estructura 8 en la Terraza 3.[122]
- Altar 28 se localiza cerca de la Estructura 10 en el Grupo Central. Es un altar de basalto de forma circular que mide un poco más de 2 m (79 pulgadas) de diámetro y 0.5 m (20 pulgadas) de grosor. En la parte delantera del borde del altar hay una escultura de una calavera. En la cara superior son dos esculturas en relieve de pies humanos.[112]
- Altar 30 se encuentra incrustado en la cuarta grada de la escalinata de acceso a la Terraza 3 en el Grupo Central. Se apoya en cuatro patas y se asemeja al Altar 9.[123]
- Altar 48 es un ejemplar muy temprano del estilo escultórico maya temprano, fecha de la primera parte del Período Preclásico Tardío.[124] Fabricaron el monumento de andesita; mide 1.43 por 1.26 metros (4.7 por 4.1 pies) y tiene un grosor de 0.53 metros (1.7 pies).[125] Se ubica cerca del extremo sur de la Terraza 3, donde es uno de una fila de cinco monumentos alineados de este a oeste.[77] La cara superior es esculpida, igual como los cuatro lados. La cara superior lleva un diseño intrincado de un cocodrilo con su cuerpo en la forma de un símbolo que representa una cueva, contiene la figura de un maya sedente llevando un taparrabo.[126] Los lados del monumento están grabados con una versión temprana de jeroglíficos mayas; el texto parece aludir al personaje esclpido en la cara superior.[126] Los habitantes cuidadosamente cubrieron el Altar 48 con la Estela 14 en la antigüedad.[126] La salida de un gobernante maya del cuerpo de un cocodrilo se asemeja al mito del nacimiento del dios del maíz, quien sale del caparazón de una tortuga.[126] Altar 48 puede ser una de las representaciones mitológicas mayas más tempranas que se usaba por fines políticos.[126]

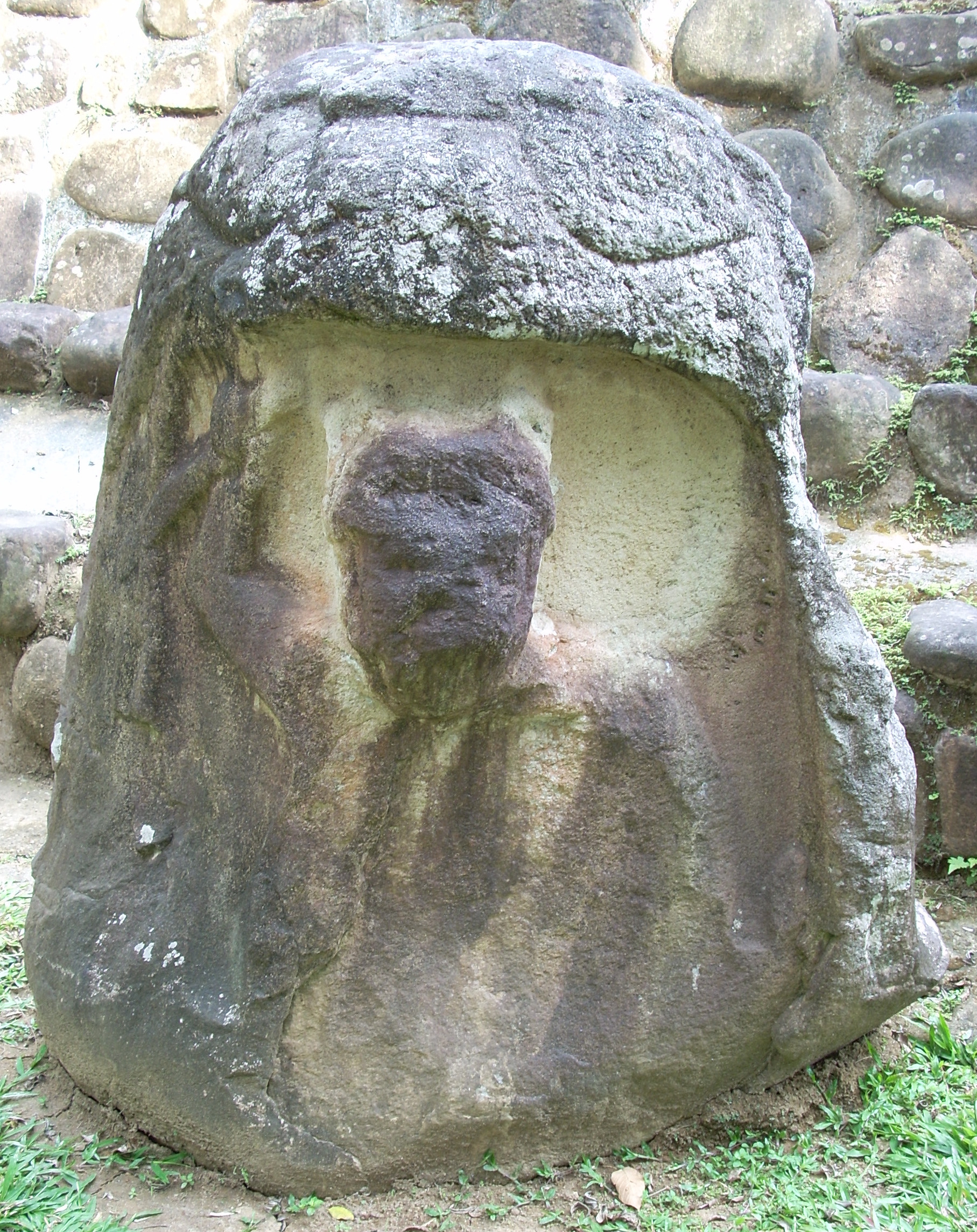
Monumento 67, una escultura de estilo olmeca que data del Preclásico Medio.

##### Monumentos
- Monumento 1 es una roca volcánica con la escultura en relieve de un jugador de pelota, probablemente un gobernante local. La figura mira hacia la derecha, arrodillada en una rodilla con las dos manos levantadas. La escultura fue encontrada en la orilla cerca de un cruce del río Ixchayá, alrededor de 300m (980 pies) al oeste del Grupo Central. Mide aproximadamente 1.5m (59 pulgadas) de altura. El Monumento 1 fecha del Preclásico Medio y su estilo es claramente olmeca.[127][26][128][129][130]

- Monumento 2 es una escultura de estilo barrigón que se descubrió a 12m (39 pies) de la carretera entre las fincas San Isidro y Buenos Aires. Mide aproximadamente 1.4m (55 pulgadas) de altura y 0.75m (30 pulgadas) de diámetro. La cabeza está altamente erosionada y se inclina levemente hacia adelante, los brazos están ligeramente doblados con las manos hacia abajo y los dedos marcados. El Monumento 2 fecha del Preclásico Tardío.[100][96]

- Monumento 3 también data del Preclásico Tardío. En tiempos modernos fue trasladado al área donde se seca el café en la finca Santa Margarita. No se sabe dónde fue encontrado. Es una figura de estilo barrigón con una cabeza grande, lleva un collar o colgante que llega hasta el pecho. Mide aproximadamente 0.96 m (38 pulgadas) de alto y 0.78 m (31 pulgadas) de ancho en los hombros. El monumento está dañado y falta la parte inferior.[100][131]

- Monumento 4 parece ser una escultura de un cautivo, ligeramente inclinado hacia adelante y con las manos atadas detrás de la espalda. Se encontró en el terreno de la finca San Isidro, pero no se sabe exactamente donde. Fue trasladado al Museo Nacional de Arqueología y Etnología en la ciudad de Guatemala. El monumento probablemente data del Preclásico Tardío. Mide 0.87 m (34 pulgadas) de alto y aproximadamente 0.4 m (16 pulgadas) de ancho.[132]

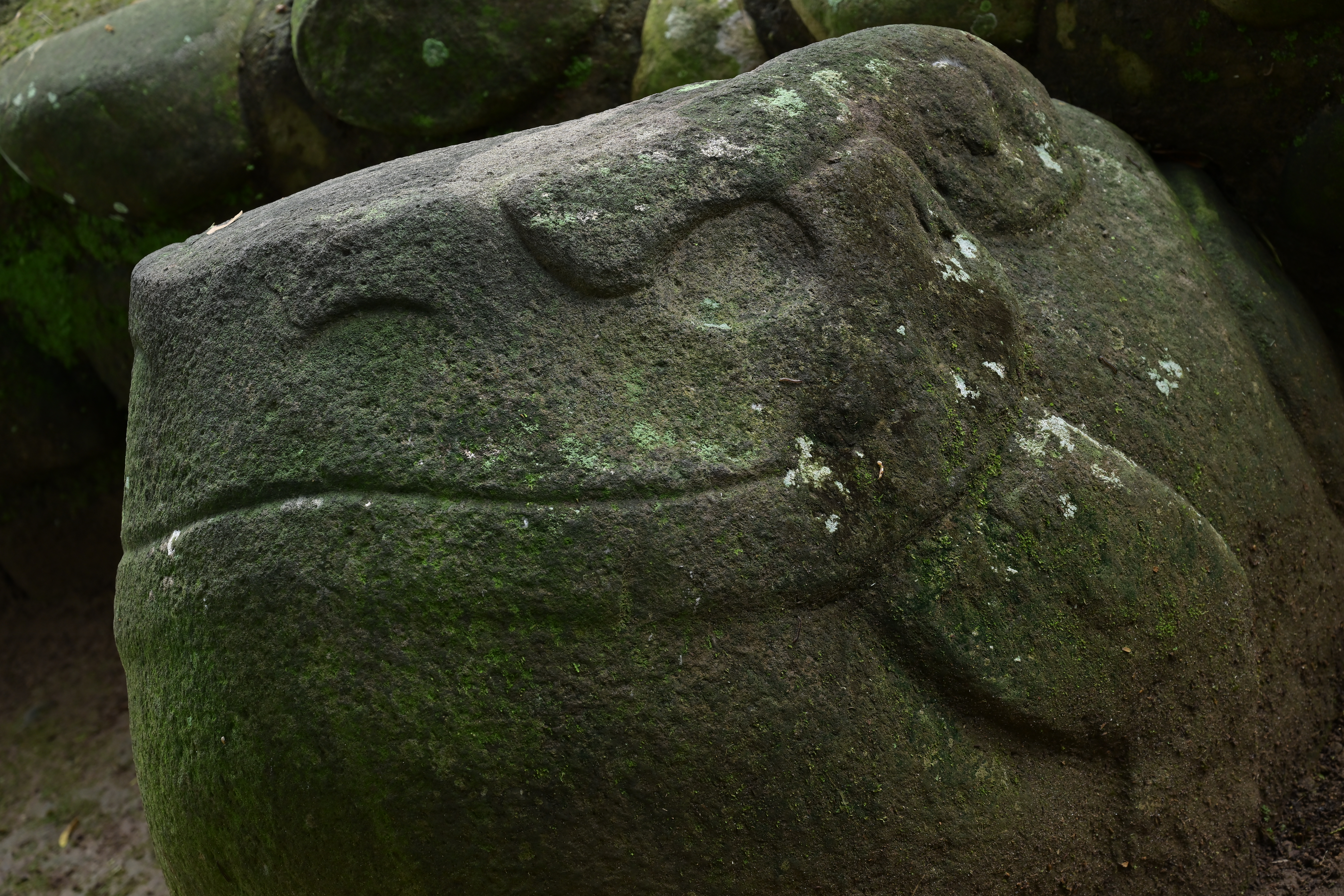
Monumento 68, de un sapo.

- Monumento 5 fue trasladado a la casa patronal de la finca San Isidro Piedra Parada, su procedencia es desconocida. Mide 1.53 m (60 pulgadas) de altura y 0.53 m (21 pulgadas) de anchura en su punto más ancho. Es otra escultura de un cautivo con los brazos atados con una tira de tela que cae sobre las caderas.[134]

- Monumento 6 es una escultura zoomorfa que se descubrió durante la construcción de la carretera que pasa el sitio. Fue trasladado al Museo Nacional de Arqueología y Etnología en la ciudad de Guatemala. La escultura mide un poco más de 1 m (39 pulgadas) de alto y 1.5 m (59 pulgadas) de ancho. Es una roca esculpida en la forma de la cabeza de un animal, probablemente la de un sapo, y probablemente data del Preclásico Tardío.[135]

- Monumento 7 es una escultura dañada en la forma de una cabeza gigante. Mide 0.58 m (23 pulgadas) de alto y se encontró en la primera mitad del siglo XX en el sitio de la planta eléctrica de la finca Santa Margarita y fue trasladado frente a la oficina del administrador. La escultura tiene una cara grande y plana con cejas prominentes. Su estilo es muy semejante a aquel de un monumento encontrado en Kaminaljuyú en las tierras altas.[136]

- Monumento 8 se encuentra en el lado occidental de la Estructura 12. Es una escultura zoomorfa de un monstruo con características felinas con una pequeña figura antropomórfica saliendo de la boca.[87]

- Monumento 9 es una escultura de estilo local en la forma de un búho.[137]

- Monumento 10 es otro monumento que fue trasladado de su lugar original; fue trasladado a la finca Santa Margarita y su procedencia original es desconocida. Mide 0.5m (20 pulgadas) de alto y 0.4m (16 pulgadas) de ancho. Es una escultura dañada de un cautivo arrodillado con los brazos atados.[134]

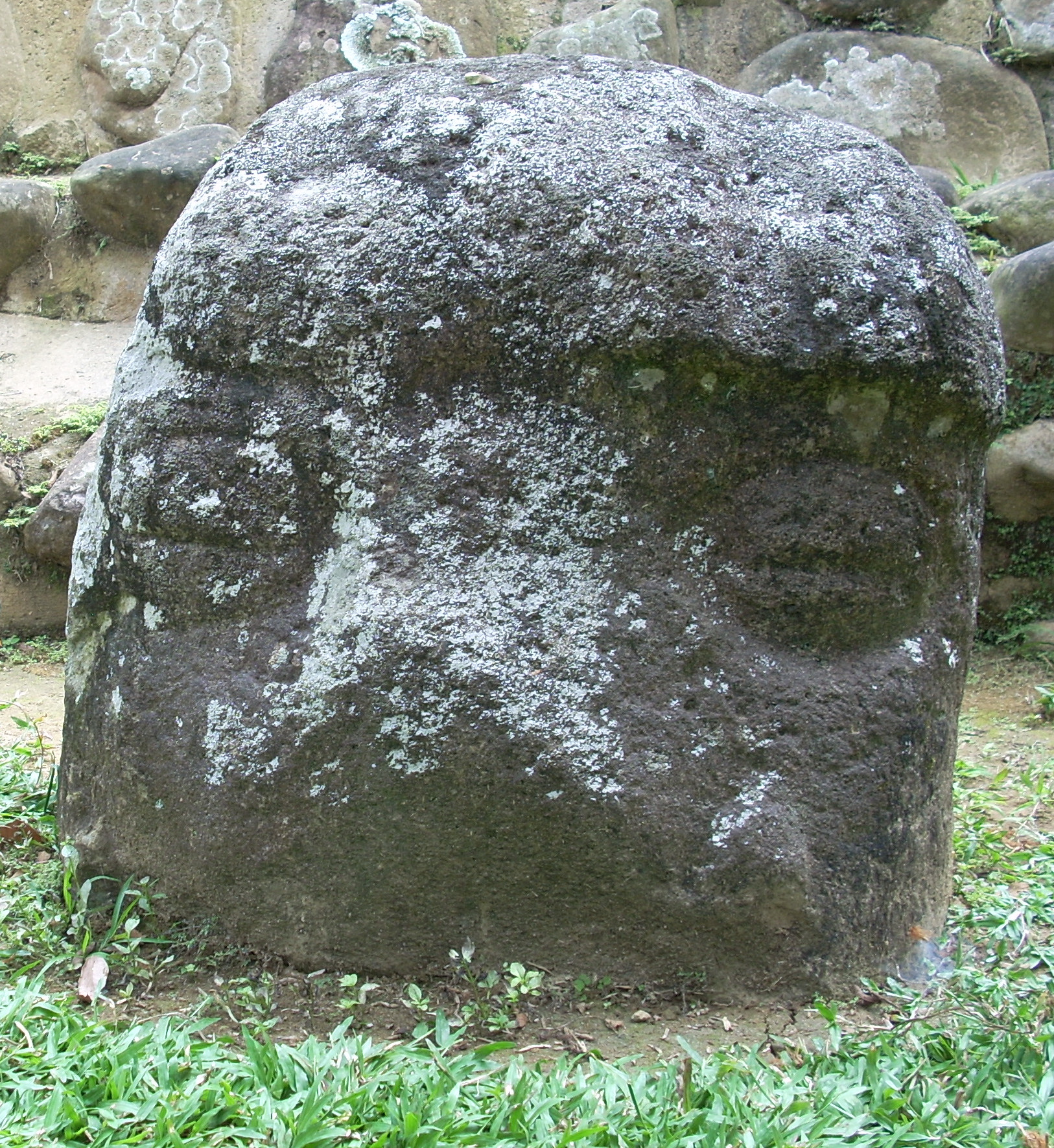
El Monumento 65, una escultura de estilo olmeca en la forma de una cabeza humana. Fecha del período Preclásico Medio.

- Monumento 11 se ubica en la parte suroccidental de la Terraza 3. Es una roca natural esculpida con una serie vertical de cinco glifos. Más a la izquierda se encuentra un jeroglífico aislado y glifos que representan el número 11. Es una escultura de estilo maya temprano y fecha del Preclásico Tardío.[87][139]

- Monumento 14 es una escultura erosionada de estilo olmeca que fecha del Preclásico Medio. Muestra una figura en cuclillas, posiblemente femenina, llevando un tocado y orejeras. Tiene un cachorro de jaguar agarrado debajo de un brazo, debajo del otro agarra un cervatillo.[140]

- Monumento 15 es una gran roca con una escultura en relieve de estilo olmeca, representa la cabeza, los hombros y los brazos de una figura saliendo de un nicho de poca profundidad, con los brazos doblados hacia adentro en los codos. El anverso de la roca tiene la escultura de los cuartos traseros de un felino, probablemente de un jaguar.[141]

- Monumento 16 y Monumento 17 son dos partes de la misma escultura quebrada. La escultura es de un estilo plenamente olmeca y es muy erosionada, pero representa una cabeza humana llevando un tocado en la forma de una cara secundaria que lleva un casco.[128]

- Monumento 23 data del Preclásico Medio. Parece haber sido una cabeza colosal de estilo olmeca que fue re-tallada en la forma de una escultura de una figura en un nicho.[17]

- Monumento 25 es una escultura en relieve muy erosionada de una figura sentada en un nicho.[142]

- Monumento 27 se encuentra cerca del extremo sur de la Terraza 3, inmediatamente al sur de una fila de 5 esculturas alineadas de este a oeste.[77]

- Monumento 35 es un monumento simple en la Terraza 6. Fecha del Preclásico Tardío.[92]

- Monumento 40 es un monumento de estilo barrigón que data del Preclásico Tardío.[143][100]

- Monumento 44 es una escultura de un cautivo.[142]

- Monumento 47 es un monumento de estilo local que representa una rana o un sapo.[137]

- Monumento 55 es una escultura de estilo olmeca de una cabeza humana. Fue trasladado al Museo Nacional de Arqueología y Etnología.[142]

- Monumento 64 es un bajo relieve de estilo olmeca esculpido en el lado sur de una roca natural de andesita y fecha estilísticamente del Preclásico Medio, aunque se encontró en un contexto arqueológico del Preclásico Tardío. Se encontraba in situ en la orilla oriental del riachuelo El Chorro, unos 300 metros (980 pies) al oeste del Grupo Sur-Central. La figura es de perfil y lleva un cinturón. Lleva un bastón en forma de zigzag en la mano izquierda.[128][144]

- Monumento 65 es una representación muy dañada de una cabeza humana de estilo olmeca, fecha del Preclásico Medio. Sus ojos están cerrados y la boca y la nariz están completamente destruidas. Lleva un casco. Se encuentra al oeste de la Estructura 12.[56][145]

- Monumento 66 es una escultura de estilo local de la cabeza de un cocodrilo que tal vez fecha del Preclásico Medio. Se encuentra al oeste de la Estructura 12.[116][146]

- Monumento 67 es una escultura de estilo olmeca que representa una figura saliendo de las fauces de un jaguar, tiene una mano levantada y sosteniendo un bastón. Se distinguen rastros de un casco. Se encuentra al oeste de la Estructura 12 y data del Preclásico Medio.[147][148]

- Monumento 68 es una escultura de estilo local de un sapo que se encuentra en el lado occidental de la Estructura 12. Se cree que data del Preclásico Medio.[149][137]

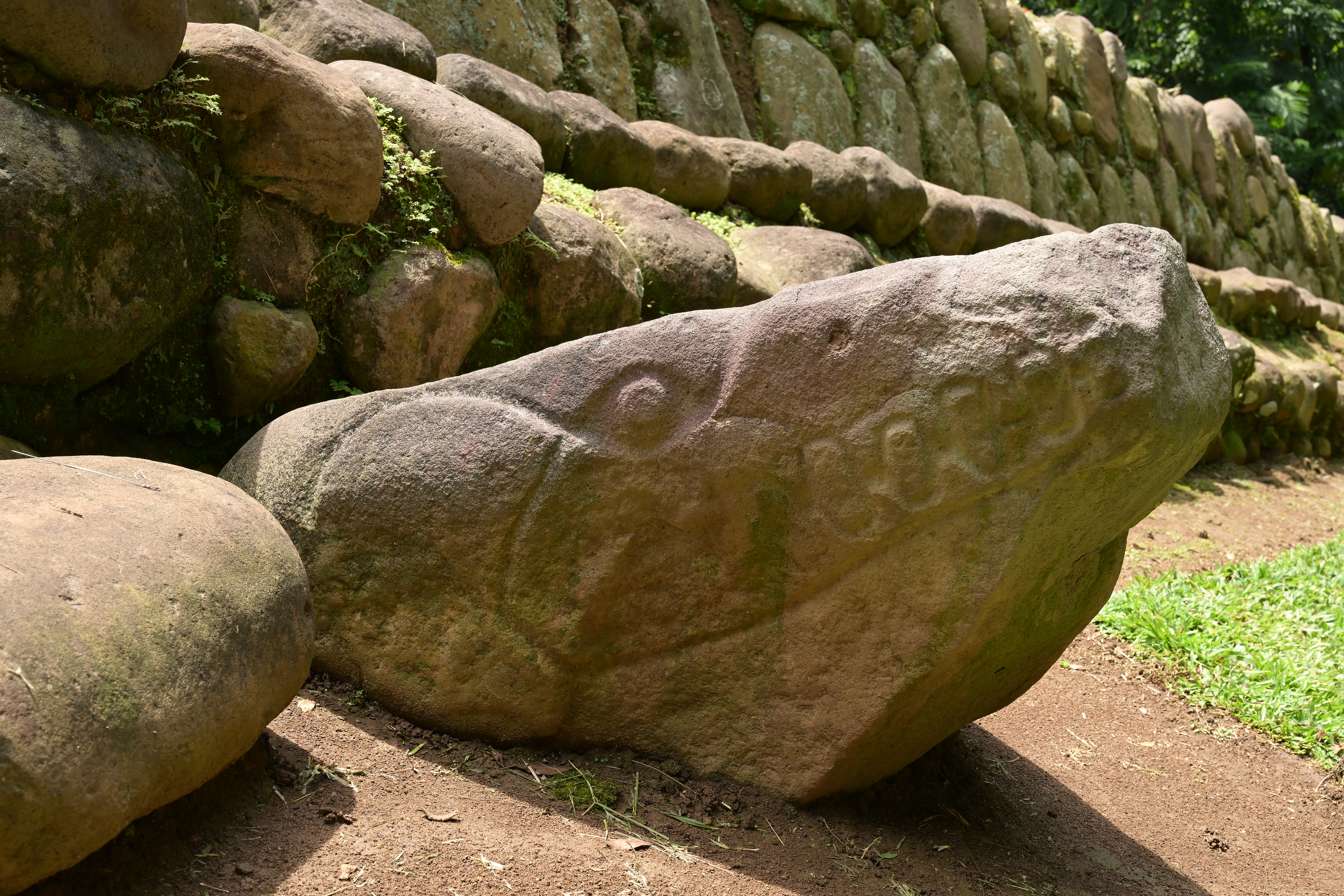
Monumento 66, una escultura de estilo local con la forma de la cabeza de un cocodrilo.

- Monumento 69 es un monumento de estilo barrigón que fecha del Preclásico Tardío.[100]

- Monumento 70 es una escultura de estilo local de una rana o sapo.[137]

- Monumento 93 es una escultura tosca de estilo olmeca que data del Preclásico Medio. Representa un jaguar antromorfo sentado con cabeza humana.[140]

- Monumento 99 es una cabeza colosal de estilo barrigón, fecha del Preclásico Tardío.[150]

- Monumento 100, Monumento 107 y Monumento 109 son monumentos barrigones que datan del Preclásico Tardío. Todos están cerca de la escalinata de acceso de la Terraza 3 en el Grupo Central.[100][123]

- Monumento 108 es un altar puesto delante de la escalinata principal de acceso de la Terraza 3, en el Grupo Central.[123]

- Monumento 113 se encuentra fuera del núcleo del sitio, a unos 5 km (3,1 millas) al sur del Grupo Central, aproximadamente 2 km (1,2 millas) al oeste de El Asintal, en un sitio secundario conocido como el Grupo Sur que consiste de seis montículos de estructuras. Fue esculpido de una roca de andesita y lleva una escultura en relieve de un jaguar acostado en su lado izquierdo. Sus ojos y boca están abiertos y tiene varias huellas de jaguar talladas en su cuerpo.[151]

- Monumento 126 es una gran roca de basalto con bajo relieves de manos humanas de tamaño natural. Se encuentra en la orilla de un pequeño riachuelo cerca del Grupo Central.[112]

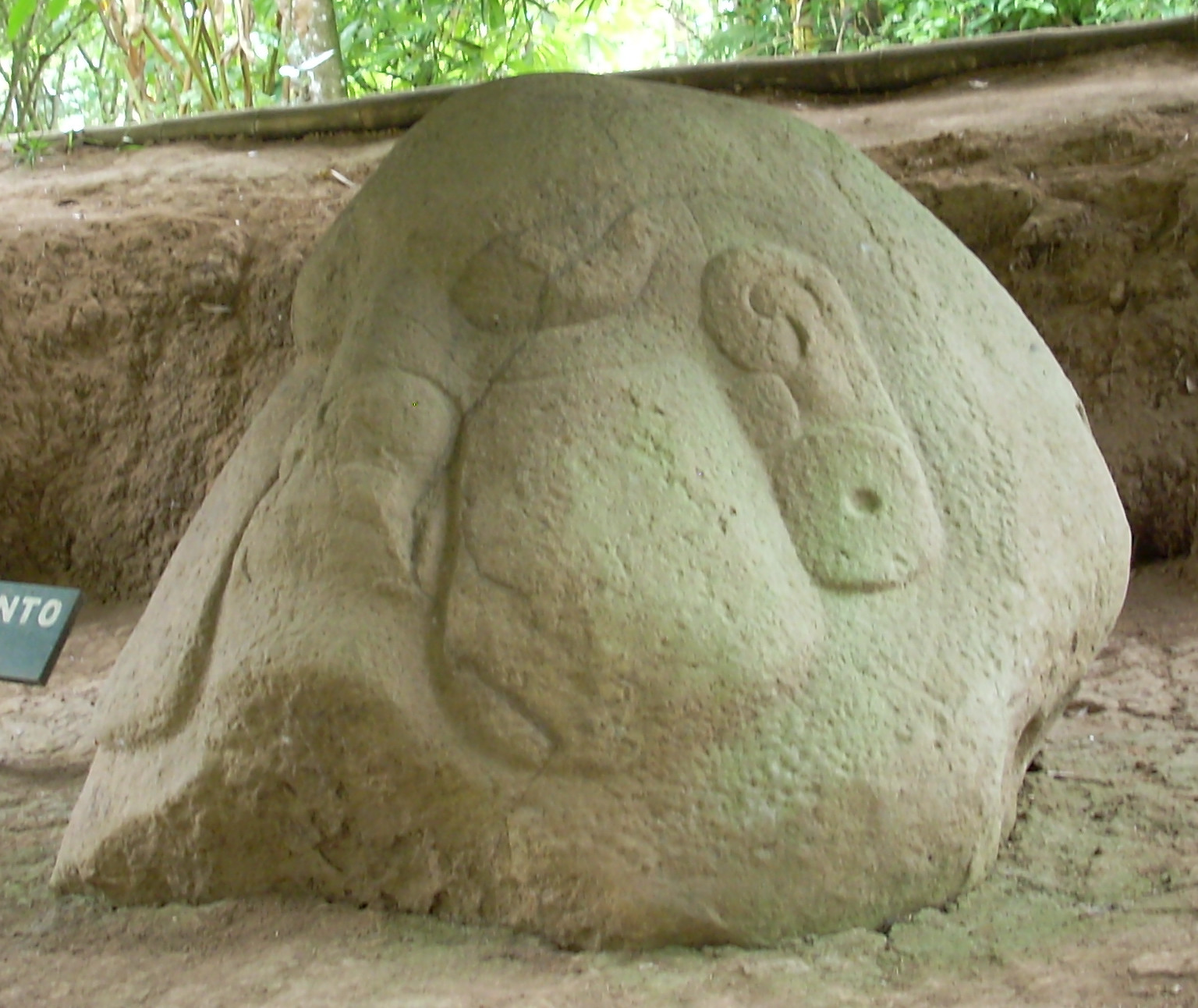
Monumento 99, una cabeza colosal de estilo barrigón.

- Monumento 140 es una escultura de un sapo que fecha del Preclásico Tardío. Se encuentra en el Grupo Oeste, en la Terraza 6.[92]

- Monumento 141 es un altar rectangular que data del Preclásico Tardío. Se localiza en el Grupo Oeste en la Terraza 6.[92]

- Monumentos 142, 143, 145, 146, 147, 148, 149 y 156 son unos de los 19 monumentos simples de piedra que bordean el curso del riachuelo Nimá, unos 200 metros (660 pies) al oeste del Grupo Oeste, dentro de las fincas Buenos Aires y San Isidro. Son rocas de basalto y andesita que tienen depresiones circulares con los lados pulidos que posiblemente son el resultado de algún tipo de actividad cotidiana.[152]

- Monumento 154 es otra gran roca de basalto, tiene dos petroglifos de caras de apariencia infantil. Se localiza en el lado oeste del riachuelo Nimá, en la finca Buenos Aires.[153]

- Monumento 157 es una gran roca de andesita en el lado occidental del riachuelo Nimá, en la finca San Isidro. Tiene un petroglifo de una cara con ojos y cejas, nariz y boca.[153]

- Monumento 161 se encuentra en el Grupo Norte, en la finca San Elías. Es un afloramiento de basalto que mide 1.18 metros (46 pulgadas) de alto por 1.14 metros (45 pulgadas) de ancho en la ladera del barranco del río Ixchayá. En la superficie superior de la roca tiene un petroglifo de una cara mirando hacia arriba. La cara tiene mejillas, una barbilla prominente y una boca poco abierta. Tiene una semejanza estilística con máscaras de jade del período Clásico Temprano aunque falta ciertas características asociadas con dichas máscaras.[154]

- Monumento 163 fecha del Preclásico Tardío. Se encontraba reutilizado en la construcción de un desagüe del Clásico Tardío al lado de la Estructura 7. Representa una figura sentada con genitales masculinos prominentes y es muy dañada, faltando la cabeza y los hombros.[155]

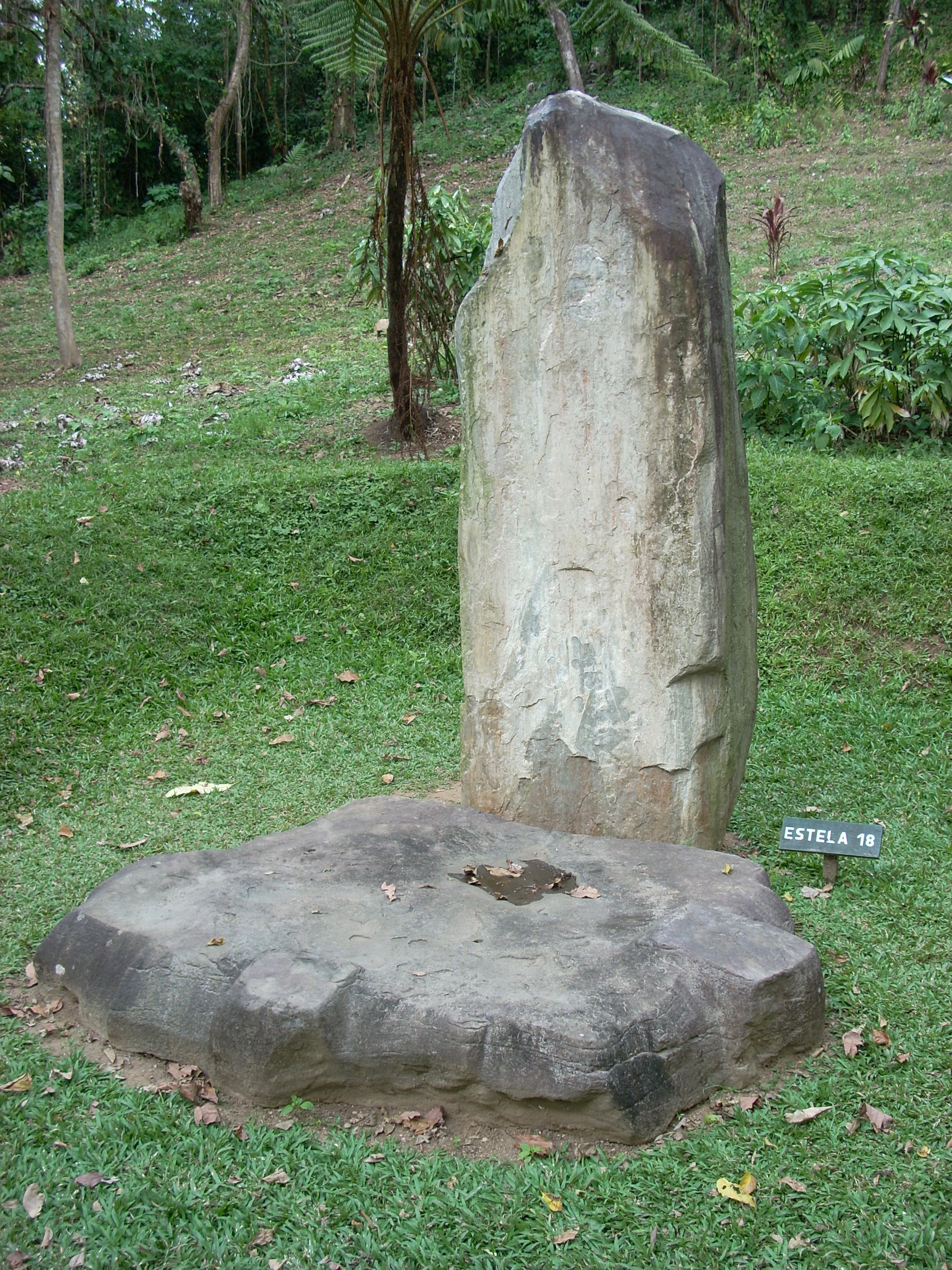
Estela 18 y su altar asociado.

##### Estelas
- Estela 1 se encontraba cerca de la Estela 2 y fue trasladada cerca de la casa del administrador de la finca San Isidro Piedra Parada. Mide 1.36 metros (54 pulgadas) de alto y 0.45m (18 pulgadas) de ancho. Tiene la escultura de una figura parada y mirando hacia la izquierda, lleva un cetro en la forma de un serpiente con una máscara de dragón en el extremo inferior, un felino está encima del cuerpo del serpiente. Su estilo se asemeja al estilo de la Estela 1 de El Baúl. Un texto jeroglífico muy erosionado se encuentra a la izquierda de la cara de la figura, ya es completamente ilegible. Esta estela es de estilo maya temprano y fecha del Preclásico Tardío.[156][157]

- Estela 2 es un monumento del estilo maya temprano esculpido con una fecha dañada de la cuenta larga. A causa de su preservación parcial, esta fecha tiene por lo menos tres interpretaciones posibles, la más tarde de estas fecharía el monumento al primer siglo a. C. Dos figuras paradas flanquean el texto y la escultura probablemente representa a un gobernante recibiendo el poder de su predecesor.[41] Encima de las figuras y el texto hay una figura muy adornada en perfil que mira hacia abajo a la figura a la izquierda del texto.[158] La Estela 2 se encuentra delante del muro de contención de la Terraza 5. Estela No.2.

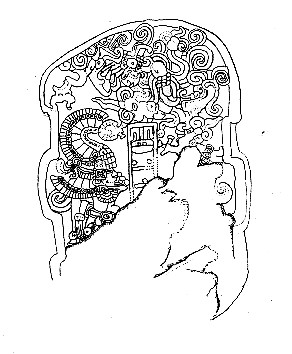
Estela No.2.

- Estela 3 es muy dañada y actualmente se encuentra quebrada en tres piezas. Fue descubierta en la finca San Isidro Piedra Parada aunque su ubicación original no se conoce con exactitud. Fue trasladada a un museo de la ciudad de Guatemala. La sección inferior de la estela muestra dos piernas caminando a la izquierda, paradas sobre una franja horizontal que se divide en tres partes, cada una de las cuales contiene un símbolo o glifo.[159]

- Estela 4 fue descubierta en 1969 y se trasladó a la casa del administrador de la finca San Isidro Piedra Parada. La estela tiene un estilo que se asemeja al estilo de las estelas de Izapa y mide 1.37m (54 pulgadas) de altura.[160] La estela lleva un diseño complejo de una serpiente visión ondulante subiendo hacia el cielo desde el agua que fluye de dos monstruos de la tierra. Las fauces del serpiente se abren en la dirección del cielo y una cara característicamente maya sale de ellas. Varios glifos aparecen en la escena. Esta estela es de estilo maya temprano y fecha del Preclásico Tardío.[161]

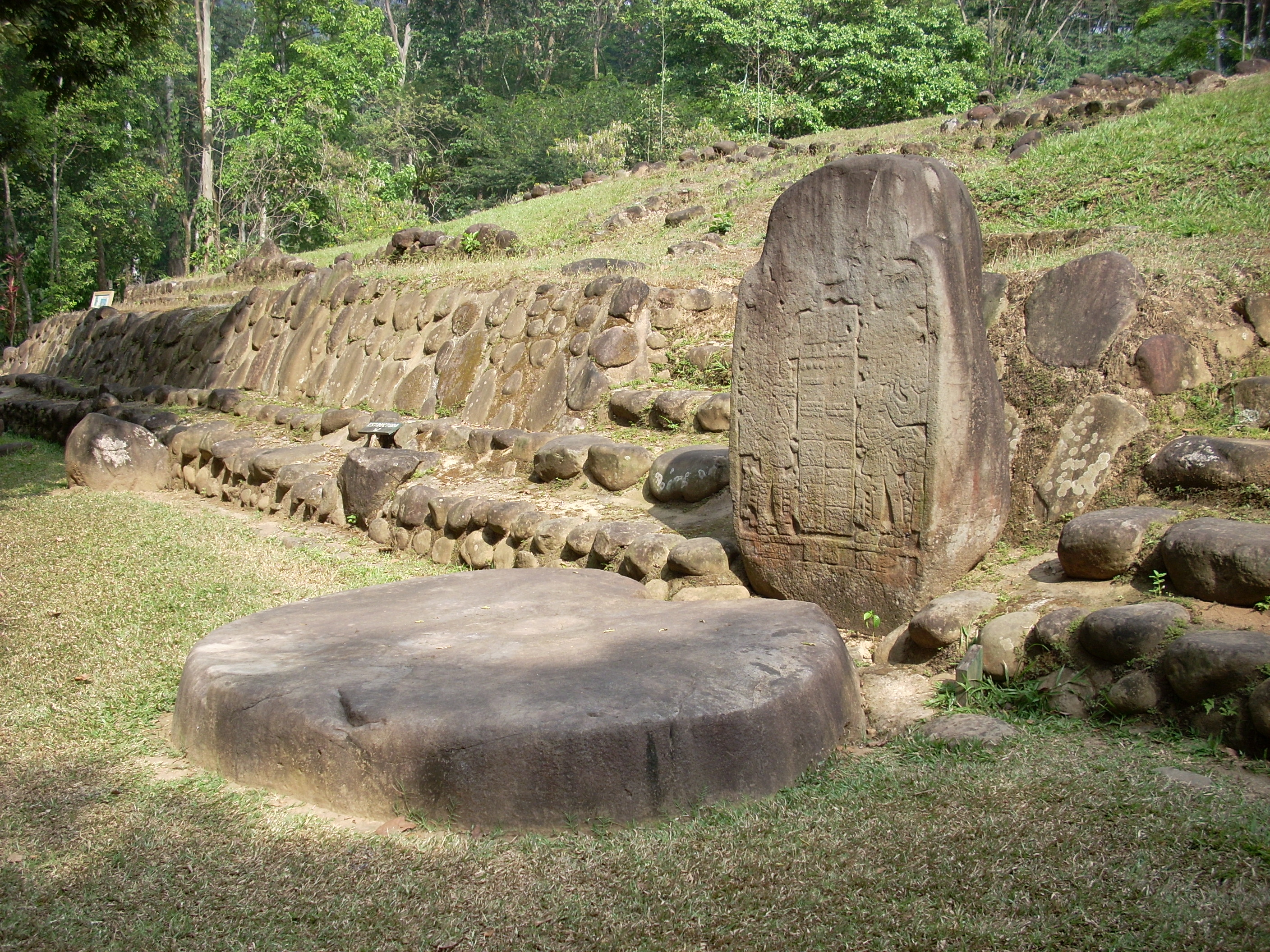
Estela 5 y Altar 8.

- Estela 5 tiene un buen estado de preservación y lleva dos inscripciones de fechas de la cuenta larga flanqueadas por dos esculturas de figuras paradas que representan gobernantes. La más tarde de las fechas data de 126 d. C.[94] La figura a la derecha lleva un serpiente en la mano, mientras la figura a la izquierda lleva lo que probablemente es un jaguar.[162] Este monumento probablemente representa a un gobernante entregando el poder a su sucesor.[41] Los dos lados laterales tienen esculturas de una pequeña figura sedente junto con una inscripción jeroglífica bastante erosionada. La estela es de estilo maya temprano y tiene afinidades con las esculturas de Izapa.[163]

- Estela 12 se encuentra cerca de la Estructura 11. Está gravemente dañada y fue quebrada en varias piezas, de las cuales solo dos se quedan. El fragmento más grande es una parte de la sección inferior de la estela y muestra los pies y las piernas de una figura, orientados en la misma dirección. Se paran en un panel dividido en varias secciones geométricas, cada una de las cuales contiene otro diseño. Delante de las piernas están los restos de un glifo que parece ser del formato punto-barra. Un fragmento más pequeño se encuentra muy cerca.[87]

- Estela 13 fecha del Preclásico Tardío. Está gravemente dañada y fue quebrada en dos piezas. La escultura es de estilo maya temprano y lleva un diseño que representa una cabeza estilizada de serpiente, muy parecida a un monumento descubierto en Kaminaljuyú.[161] La Estela 13 fue erigida cerca de la base del lado sur de la Estructura 7A. Una ofrenda de más de 600 vasijas cerámicas fue encontrada en la base de la estela, junto con 33 hojas prismáticas de obsidiana y otros artefactos. La estela y la ofrenda se asocian con una tumba real del Preclásico Tardío conocida como el Entierro 1.[82][164]

- Estela 14 se encuentra en el límite este de la Terraza 3, en el Grupo Central. Fue tallada de andesita y tiene 27 depresiones en forma de taza en la superficie. Es uno de los pocos monumentos de su tipo que se encuentran en el centro ceremonial de la ciudad.[165]

- Estela 29 es un monumento liso de andesita y se encuentra en la esquina sureste de la Estructura 11. Tiene siete gradas esculpidas en su parte superior.[165]

- Estela 66 es una estela lisa que fecha del Preclásico Tardío. Se ubica en el Grupo Oeste, en la Terraza 6.[92]

- Estela 68 fue descubierta en la esquina sureste del Montículo 61A en la Terraza 5. La estela fue quebrada en dos piezas y los fragmentos restantes parecen ser de dos monumentos diferentes. La estela, o las estelas, llevaban esculturas de estilo maya temprano, pero parece que fueron destruidas deliberadamente, dejando solamente unos pocos símbolos.[166]

- Estela 71 es un fragmento tallado que fue reutilizado en la construcción de un canal hidráulico al lado de la Estructura 7.[75]

### Entierro real

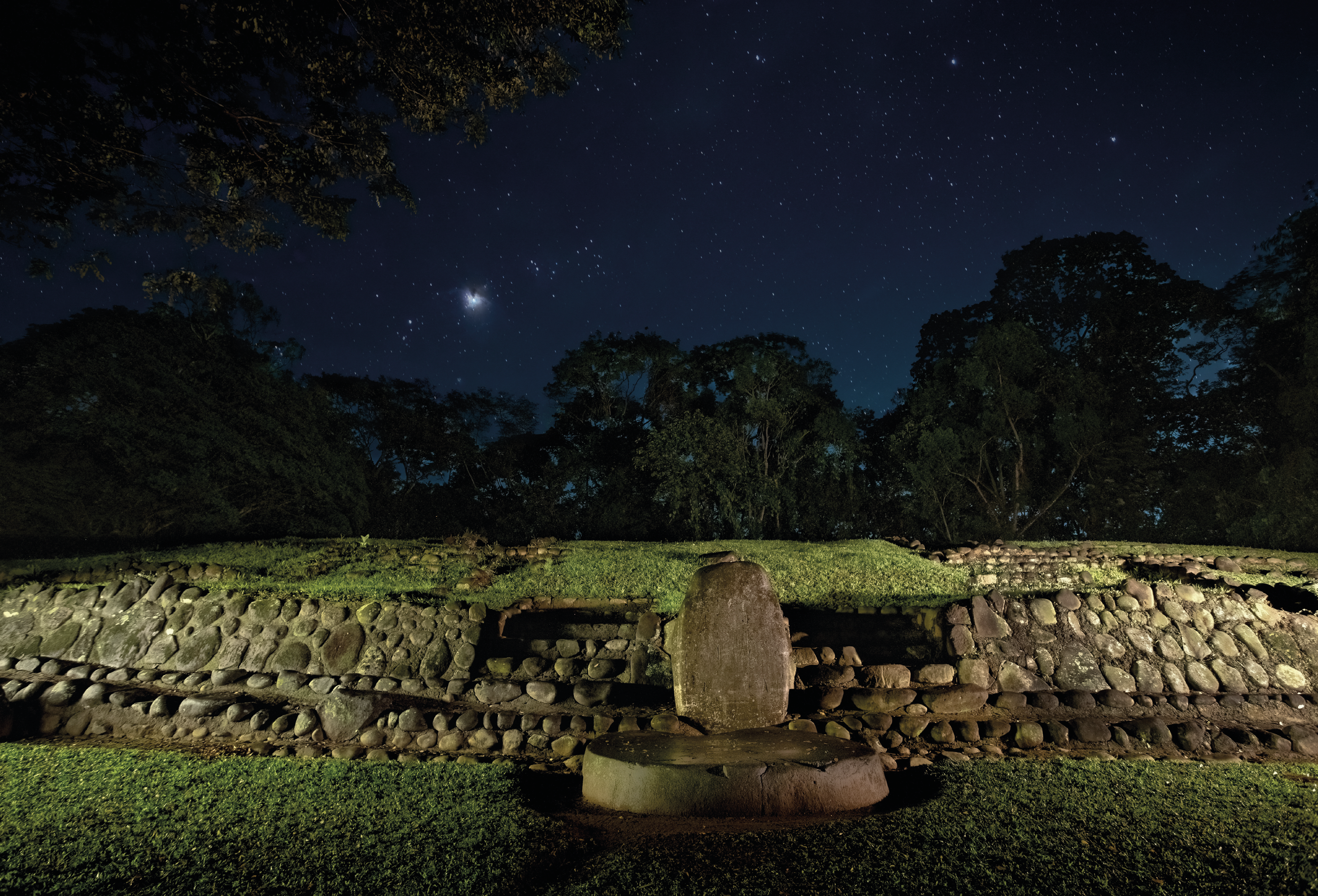
Estructura 12, iluminando por la noche

Se ha excavado una tumba del Preclásico Tardío, se piensa que la tumba es de un entierro real. Los arqueólogos la dieron el nombre Entierro 1; fue descubierta durante las excavaciones de la Estructura 7A y fue insertada en el centro de esta estructura, que data del Preclásico Medio. El entierro también está asociada con la Estela 13 y con una ofrenda enorme de más de 600 vasijas cerámicas y otros artefactos encontrados en la base de la Estructura 7A. Estas cerámicas fechan la ofrenda a finales del Preclásico Tardío. No se han encontrado restos humanos con el hallazgo, pero se supone que se trata de un entierro debido a los artefactos asociados. Se cree que el muerto fue enterrado sobre una litera que medía 1m (39 pulgadas) por 2m (79 pulgadas), probablemente era de madera y fue cubierta de polvo rojo de cinabrio. Artefactos enterrados con el muerto incluyen un collar hecho de 18 piezas de jade, dos orejeras cubiertas de cinabrio, varios espejos mosaicos de pirita de hierro, uno de los cuales tiene más de 800 piezas, una máscara mosaica de jade, dos hojas prismáticas de obsidiana, un pez finamente esculpido de piedra verde, varias cuentas que probablemente formaban joyas como pulseras y una selección de cerámicas que datan la tumba al período 100–200 d. C.

## Leer más
- Carpio Rezzio, Edgar (2002). «Nueva información sobre la obsidiana de Tak'alik Ab'aj (antes Abaj Takalik)» (versión digital). XV Simposio de Investigaciones Arqueológicas en Guatemala, 2001 (editado por J.P. Laporte, H. Escobedo y B. Arroyo) (Guatemala: Museo Nacional de Arqueología y Etnología): pp.835-838. Archivado desde el original el 7 de julio de 2011. Consultado el 1 de febrero de 2009.
- Castillo, Donaldo (1991). «La cerámica de Tak'alik Ab'aj (antes Abaj Takalik): Un estudio preliminar» (versión digital). II Simposio de Investigaciones Arqueológicas en Guatemala, 1988 (editado por J.P. Laporte, S. Villagrán, H. Escobedo, D. de González y J. Valdés) (Guatemala: Museo Nacional de Arqueología y Etnología): pp.14-15. Archivado desde el original el 7 de julio de 2011. Consultado el 1 de febrero de 2009.
- Orrego Corzo, Miguel (1991). «Enfoque del sitio arqueológico Tak'alik Ab'aj (antes Abaj Takalik)» (versión digital). II Simposio de Investigaciones Arqueológicas en Guatemala, 1988 (editado por J.P. Laporte, S. Villagrán, H. Escobedo, D. de González y J. Valdés) (Guatemala: Museo Nacional de Arqueología y Etnología): pp.1-7. Archivado desde el original el 7 de julio de 2011. Consultado el 1 de febrero de 2009.
- Popenoe de Hatch, Marion (1991). «Comentarios sobre la cerámica de Tak'alik Ab'aj (antes Abaj Takalik)» (versión digital). II Simposio de Investigaciones Arqueológicas en Guatemala, 1988 (editado por J.P. Laporte, S. Villagrán, H. Escobedo, D. de González y J. Valdés) (Guatemala: Museo Nacional de Arqueología y Etnología): pp.16-18. Archivado desde el original el 7 de julio de 2011. Consultado el 1 de febrero de 2009.
- Popenoe de Hatch, Marion (1992). «Reconocimiento arqueológico en la periferia de Tak'alik Ab'aj» (versión digital). IV Simposio de Investigaciones Arqueológicas en Guatemala, 1990 (editado por J.P. Laporte, H. Escobedo y S. Brady) (Guatemala: Museo Nacional de Arqueología y Etnología): pp.335-338. Archivado desde el original el 7 de julio de 2011. Consultado el 1 de febrero de 2009.
- Popenoe de Hatch, Marion (2003). «El regreso del felino en Tak'alik Ab'aj (antes Abaj Takalik)» (versión digital). XVI Simposio de Investigaciones Arqueológicas en Guatemala, 2002 (editado por J.P. Laporte, B. Arroyo, H. Escobedo y H. Mejía) (Guatemala: Museo Nacional de Arqueología y Etnología): pp.793-805. Archivado desde el original el 7 de julio de 2011. Consultado el 1 de febrero de 2009.
- Popenoe de Hatch, Marion; Christa Schieber de Lavarreda;  Edgar Carpio Rezzio;  Miguel Orrego Corzo José Héctor Paredes y Claudia Wolley (2000). «Observaciones sobre el desarrollo cultural en Tak'alik Ab'aj, departamento de Retalhuleu, Guatemala» (versión digital). XIII Simposio de Investigaciones Arqueológicas en Guatemala, 1999 (editado por J.P. Laporte, H. Escobedo, B. Arroyo y A.C. de Suasnávar) (Guatemala: Museo Nacional de Arqueología y Etnología): pp.132-141. Archivado desde el original el 4 de septiembre de 2011. Consultado el 1 de febrero de 2009.